# میگ-۲۳
میکویان-گورویچ میگ-۲۳ (به روسی: Микоян и Гуревич МиГ-۲۳) (نام ناتو: فلاگر) یک هواپیمای جنگنده مجهز به بال متحرک است، که توسط دفتر طراحی میکویان گورویچ در اتحاد جماهیر شوروی طراحی شده است. این هواپیما یک جنگنده جت نسل سوم در کنار هواپیماهای مشابه شوروی مانند سوخو-۱۷ فیتر است. میگ-۲۳ با برخوردای از رادار آرپی-۲۳ ساپفیر اولین جنگنده ساخت شوروی بود که دارای راداری با قابلیت نگاه به پایین/شلیک به پایین بود ویکی از اولین جنگنده‌های مجهز به موشک‌های فراتر از برد بصری بود. همچنین اولین میگ است که ورودی‌های هوای موتور در دو طرف بدنه قرار دارد. تولید آن در ۱۹۶۹ آغاز و بیش از ۵۰۰۰ فروند از آن ساخته شد. این هواپیما پُرتعدادترین هواپیمای بال متحرک تولیدشده در طول تاریخ است. میگ-۲۳ همچنان در به صورت محدود در حال خدمت در برخی از مشتریان صادراتی قرار دارد.
این طراحی همچنین به عنوان پایه ای برای میکویان میگ-۲۷، که گونه ای اختصاص داده شده برای ماموریت‌های آفندی و حمله به اهداف زمینی بود، مورد استفاده قرار گرفت. در میان بسیاری از تغییرات جزئی، در میگ-۲۷ سیستم رادار دماغه میگ-۲۳ با یک پنل نوری که دارای
لیزر نگارنده و یک دوربین تلویزیونی بود، جایگزین گردید.

## توسعه
جنگنده قبلی پایه نیروی هوایی شوروی و کشورهای پیمان ورشو یعنی میگ-۲۱، سریع و چابک بود، اما به دلیل رادار اولیه، برد کوتاه و توانایی محدود حمل تسلیحات (که در برخی از هواپیماها محدود به یک جفت موشک هوا به هوا با برد کوتاه کا-۱۳/آر-۱۳ ویمپل (ای‌ای-۲ آتول) بود، توانایی‌های عملیاتی محدودی داشت. کار بر روی جایگزینی برای میگ-۲۱ در اوایل دهه ۱۹۶۰ آغاز شد. این هواپیمای جدید باید عملکرد و برد بهتری نسبت به میگ-۲۱ داشته، در حالی که توانایی استفاده از سامانه‌های اویونیکی و جنگ‌افزارهای توانمندتری از جمله موشک‌های فراتربرد بصری (BVR) را می‌داشت. یکی از نکات مهم طراحی عملکرد در برخاست و فرود جنگنده بود. نیروی هوایی اتحاد جماهیر شوروی (VVS) خواستار این شد که هواپیمای جدید به باند کوتاهتری برای برخاست نیاز داشته باشد. همچنین مقرر شد تادر ارتفاع پائین سرعت و کنترل فرآمین هواپیما نسبت به میگ-۲۱ بهبود یابد. مانور پذیری کمتر در اولویت طراحی قرار داشت.

این مفروضات باعث شد که میکویان دو گزینه را در نظر بگیرد: هواپیمای مجهز به موتور جت‌های برخاست (بالابر) (به انگلیسی: Lift jet). و هواپیمای دارای بال‌های متحرک، که توسط مؤسسه مرکزی اروهایروداینامیکس (به روسی: Центра́льный аэрогидродинами́ческий институ́т, ЦАГИ) هم برای طرح‌های جدید و هم برای انطباق طرح‌های موجود توسعه داده شده بود.

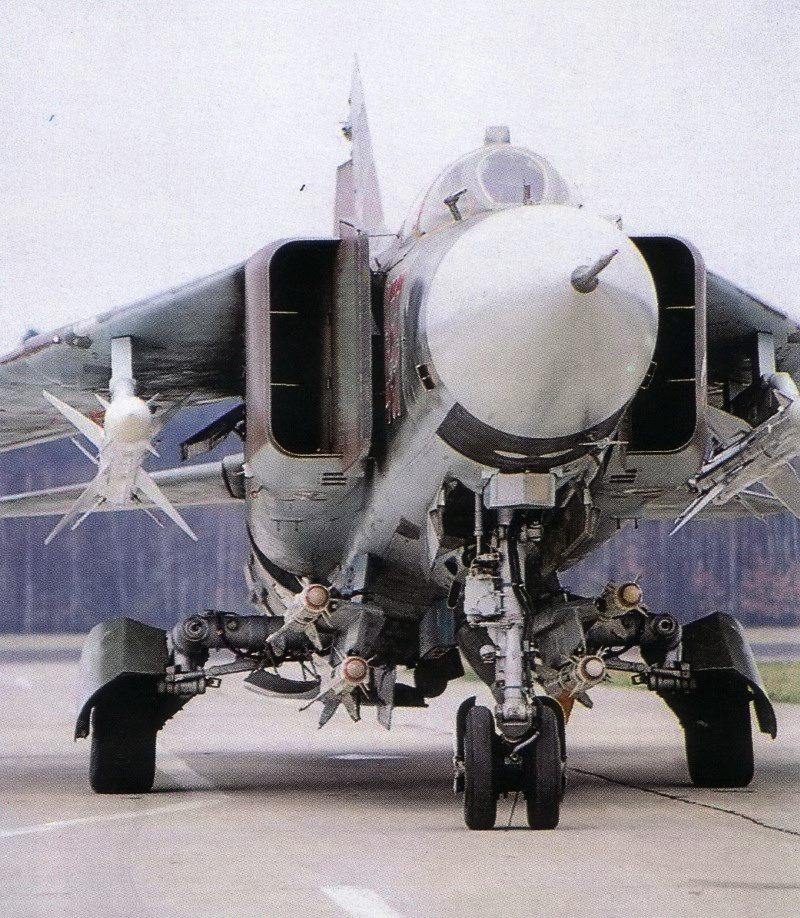
یک فروند میگ ۲۳ نیروی هوایی لهستان

اولین گزینه، یک هواپیمای مجهز موتورهای جت برخاست (بالابر) بود، که به عنوان ۰۱–۲۳ معرفی شد که به عنوان میگ-۲۳ پی دی (مخفف (به روسی: подъёмные двигатели) به معنی موتورهای برخاست (بالابر)) نیز شناخته می‌شود، یک هواپیمای دارای بال دلتا با طرحی مشابه با هواپیمای کوچکتر میگ-۲۱ اما با دو موتور جت بالابر در بدنه بود. پرواز اولیه این هواپیما در ۳ آوریل ۱۹۶۷ به انجام رسید، اما به زودی مشخص شد که این پیکربندی رضایت بخش نمی‌باشد، زیرا جت‌های بالابر پس از برخاست و شروع پرواز در هوا به وزن مرده بی فایده‌ای تبدیل شدند. به موازات کاربروی طرح دوم توسط تیمی به رهبری آناتولی. آناتولیوویج آندریوف (به روسی: Анатолий Анатольевич Андре́ев)انجام شد که به تولید نمونه اولیه با بال متحرک ۲۳–۱۱ در سال ۱۹۶۵ منجر شد

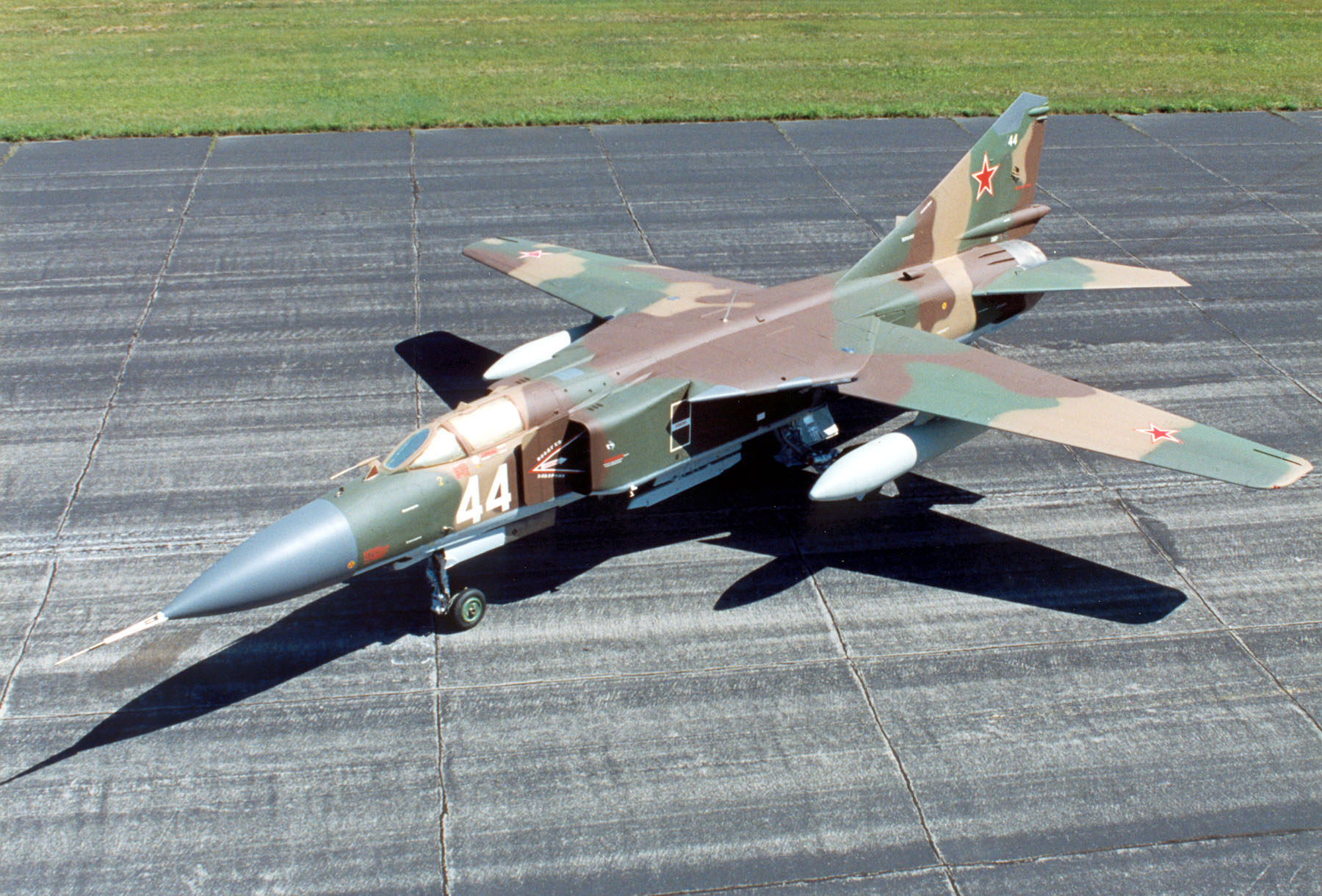
یک فروند میگ-۲۳ ام‌ال‌دی

نمونه اولیه ۱۱–۲۳ که دارای بال‌هایی متغیر بود که می‌توانستند در زوایای ۱۶و ۴۵و ۷۵ درجه تنظیم شوند و به وضوح امیدوار کننده تر بود.
اولین پرواز این نمونه در ۱۰ ژوئن ۱۹۶۷ (۲۰ خرداد ماه ۱۳۴۶ خورشیدی) توسط خلبان آزمایشی معروف میگ الکساندر واسیلیویچ فدوتوف(به روسی: Алекса́ндр Васи́льевич Федо́тов) به انجام رسید. شش نمونه اولیه پرواز دیگر و دو نمونه اولیه آزمایش استاتیک برای آزمایشهای بیشتر پرواز و سیستم آماده شدند.
همه دارای موتور توربوجت تومانسکی آر-۲۷–۳۰۰ با نیروی رانش ۷۷ کیلونیوتن (۱۷٬۳۰۰ پوند-نیرو) بودند. دستور شروع تولید سری میگ-۲۳ در دسامبر ۱۹۶۷ صادر شد. اولین هواپیمای تولیدی میگ-۲۳اس (نام اختصاص داده شده ناتو Flogger-A) در ۲۱ مه ۱۹۶۹ (۳۱ اردیبهشت ۱۳۴۸ خورشیدی) به خلبانی فدوتوف به پرواز درآمده و وارد خدمت شد.
جنرال داینامیکس اف-۱۱۱ آردوارک و مک‌دانل داگلاس اف-۴ فانتوم ۲ تأثیرگذارترین هواپیماهای غربی بر میگ-۲۳ بودند. با این حال، شوروی یک جنگنده بسیار سبک‌تر و تک موتوره را برای به حداکثر رساندن چابکی آن می‌خواست. اف-۱۱۱ و میگ-۲۳ هر دو به عنوان جنگنده طراحی شده بودند، اما وزن سنگین و پایداری ذاتی اف-۱۱۱ آن را به یک هواپمیای بازدارنده دوربرد تبدیل نموده و آن را از نقش جنگنده دور نگه داشت. اما طراحان میگ-۲۳ هواپیمای مذکور را به اندازه کافی سبک و چابک نگه داشتند تا بتواند در درگیری‌های داگ‌فایت با جنگنده‌های دشمن ایفای نقش نماید.

## طراحی

### جنگ‌افزارها
جنگ‌افزارهایی که میگ-۲۳ قادر به استفاده از آن قرار می‌گرفت، با توسعه مدل‌های جدید دچارتغییرات شدند. گونه اولیه تولیدی این جنگنده یعنی میگ-۲۳اس، مجهز به سامانه کنترل آتش اس-۲۱ بود که از میگ-۲۱اس/اس‌ام به میراث مانده بود. رادار این هواپیما بر اساس رادار آرپی-۲۲ اس‌ام‌ساپفیر-۲۱ طراحی شده بود و به سامانه دید بازتابنده ای‌اس‌پی-پی‌اف-دی-۲۱ مجهز بود و می‌توانست تنها چهار موشک هوا به هوای آر-۱۳/کی-۱۳ (ای‌ای-۲ آتول) (معمولا دو موشک با هدایت آشیانه‌یابی فروسرخ (IR) و دو موشک با سامانه آشیانه‌یابی راداری نیمه‌فعال (SAHR)را به همراه یک قبضه توپ خودکارگریازیف شیپونوف گش-۲۳را به همراه داشته باشد. در نقش حمله به اهداف زمینی و عملیات آفندی، جنگنده‌های میگ-۲۳ می‌توانستند دو موشک هوا به سطح با هدایت رادیویی خا-۲۳ (ای‌اس-۷ کِری)، دو تا چهار غلاف حامل راکت یوبی-۱۶ با راکت اس-۵، راکت اس-۲۴ یا حداکثر ۲٬۰۰۰ کیلوگرم (۴٬۴۰۰ پوند) انواع بمب را حمل کنند. گونه میگ-۲۳ در سال ۱۹۷۱، که مجهز به رادار ساپفیر-۲۳ ال و سامانه جستجو و ردیابی فروسرخ (IRST) تی‌پی-۲۳ بود می‌توانست موشک فراتر از برد بصری آر-۲۳ (ای‌ای-۷ آپکس)، البته فقط نوع آر-۲۳آر باآشیانه‌یابی راداری نیمه‌فعال را شلیک نماید. با این حال، رادار ساپفیر-۲۳ ال غیرقابل اعتماد در نظر گرفته شده و فاقد قابلیت نگاه به پایین/شلیک به پایین بود.

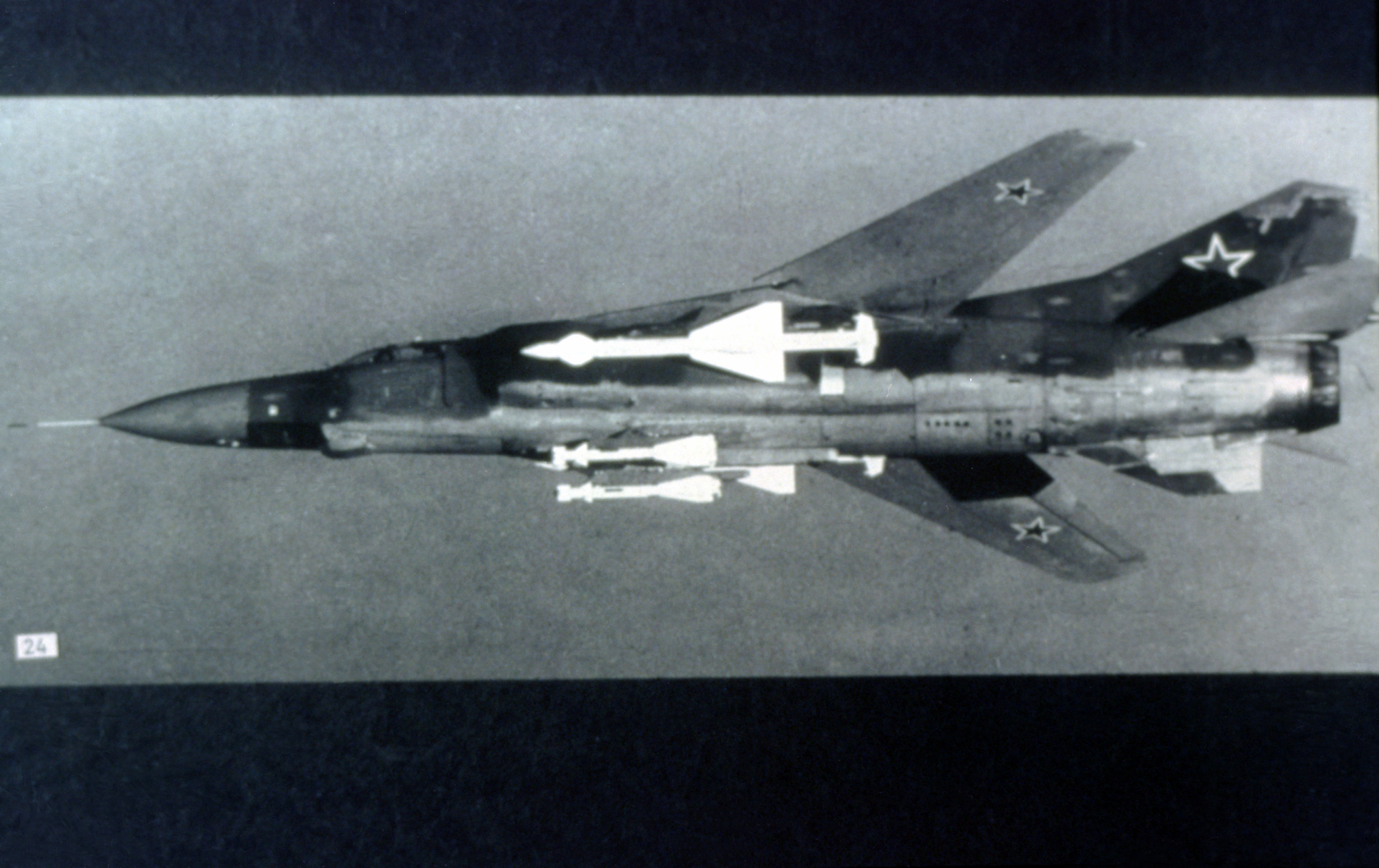
میگ-۲۳ام فلاگر-بی مسلح به موشک‌های هوابه هوای آر-۲۳ و آر-۶۰

میگ-۲۳ ام، گونه نهایی از نسل اول این جنگنده، مجهز به رادار بهبود یافته ساپفیر-۲۳ دی با توانایی نگاه به پایین/شلیک به پایین بود و می‌توانست یک جفت موشک آر-۲۳ (از انواع آر-۲۳آر SARH یا آر-۲۳تی IR) و یک جفت موشک آر-۶۰ (ای‌ای-۸) را به همراه داشته باشد. پس از هواپیمای شماره ۳۲۰۱، پرتابگر دو ریلی APU-60-2 معرفی شد که به میگ-۲۳ ام اجازه می‌داد چهار موشک آر-۶۰ را حمل نماید.میگ ۲۳ می‌تواند تا ۳٬۰۰۰ کیلوگرم (۶٬۶۰۰ پوند) بمب و موشک حمل کند و از هواپیمای شماره ۳۷۰۱ به بعد می‌تواند موشک‌های هوا به سطح خا-۲۳ و خا-۲۳ام را شلیک نماید. در نهایت، همه جنگنده‌های میگ-۲۳ ام نیروی هوایی شوروی توانایی نصب یک بمب هسته‌ای را از طریق یک آداپتور ویژه در زیر بدنه، بمب آران-۲۴ به قدرت تخریب معادل با ۱۰ کیلو تن تی‌ان تی یا آران-۳۰ به قدرت تخریب معادل با ۳۰ کیلو تن تی‌ان تی کیلوتنی داشتند.
در نسل دوم میگ-۲۳ام‌ال، یک سیستم تسلیحاتی جدید اس‌یووی-۲ام‌ال به هواپیما اجازه می‌داد هر دو نوع موشک آر-۲۳ را به‌طور همزمان حمل کند. بارگیری معمولی آر-۲۳آر در پایلون نصب شده در راسته بال و آر-۲۳تی در پایلون نصب شده در قسمت ثابت بال بود.
علاوه بر مهمات دیگر (از جمله یک بمب هسته ای)، میگ-۲۳ ام‌ال همچنین می‌تواند دو غلاف توپ ۲۳ میلی‌متری UPK-23-250 را بر روی پایلون‌های زیر بال حمل نماید. از سال ۱۹۸۱، میگ-۲۳ ام‌ال می‌توانست موشک‌های بهبود یافته آر-۲۴آر/تی ویمپل را حمل نماید. آخرین گونه نوع جنگنده، میگ-۲۳ ام‌ال‌دی، همچنین می‌تواند موشک‌های بهبود یافته آر-۲۴آر/تی را علاوه بر یک جفت غلاف راکت بی۸ام۱ ۲۰ برای شلیک راکت‌های اس-۸، موشک هوا به سطح خا-۲۳/خا-۲۳ام یا یک بمب هسته ای آران-۲۰ یا آران-۴ حمل نماید.میگ-۲۳ ام‌ال‌دی قادر به حمل حداکثر ۲٬۰۰۰ کیلوگرم (۴٬۴۰۰ پوند) بود، با بارگیری استاندارد شامل چهار بمب چندمنظوره۵۰۰ کیلوگرمی (۱٬۱۰۰ پوندی) فاب-۵۰۰ یا بمب ناپالم ZAB-500 بود. پیکربندی‌های دیگر برای حمل تجهیزات شامل شانزده بمب ۱۰۰ کیلوگرمی (۲۲۰ پوند) فاب-۱۰۰ که روی چهار قفسه اجکتور حمل می‌شد، چهار بمب ۲۵۰ کیلوگرمی (۵۵۰ پوند) فاب-۲۵۰، یا دو بمب خوشه ای آربی‌کی-۵۰۰ بود.

### اتاقک خلبان

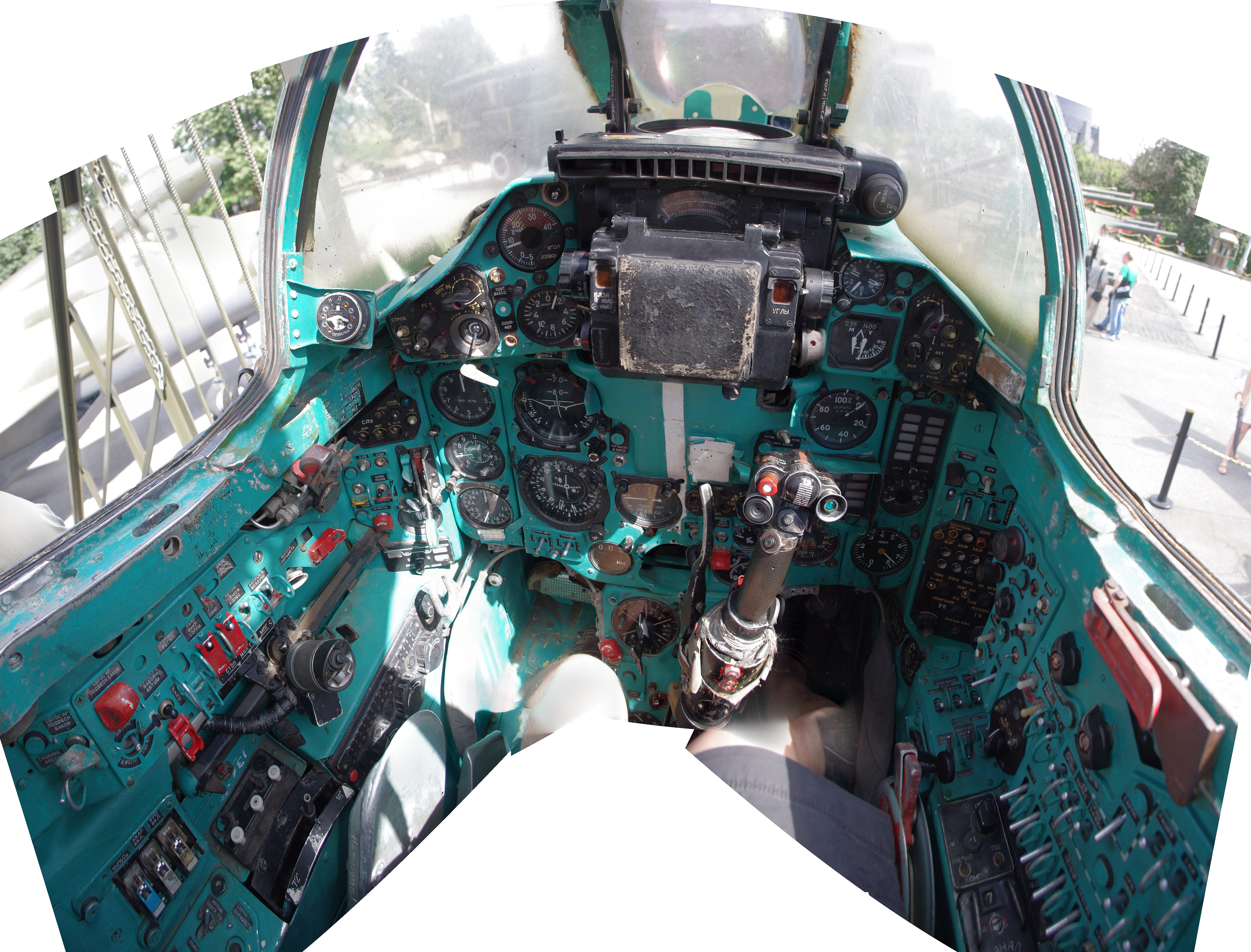
اتاقک خلبان میگ-۲۳

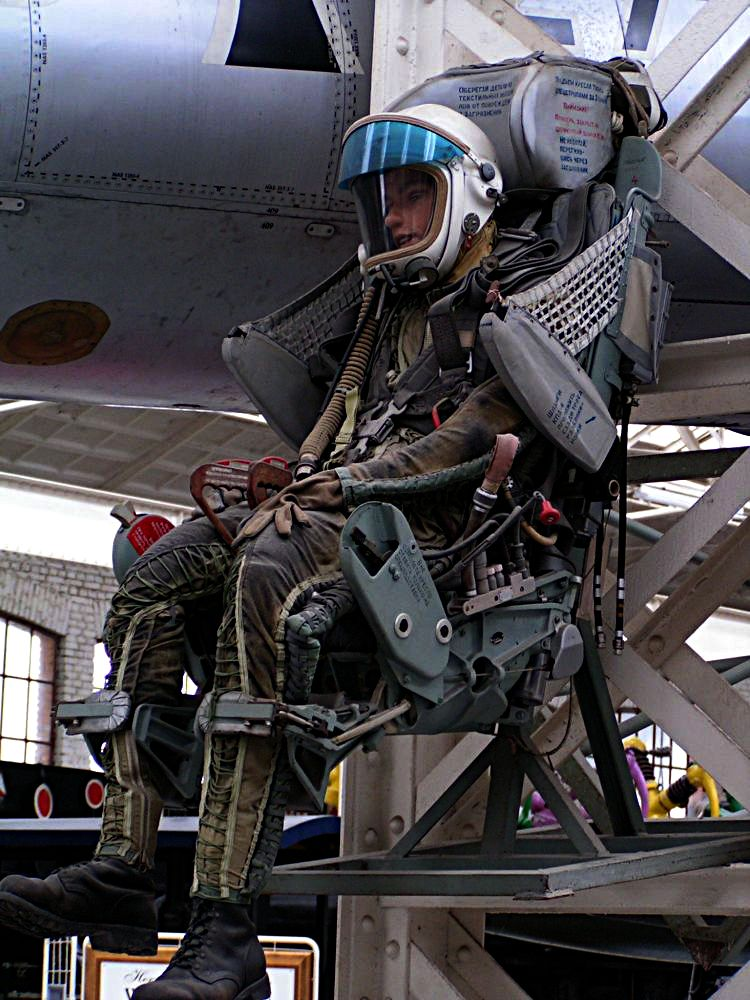
صندلی پران کی‌ام-۱

اتاقک خلبان میگ-۲۳ نسبت به جنگنده‌های قبلی ساخت اتحاد جماهیر شوروی پیشرفته تر در نظر گرفته می‌شد زیرا از نظر طرح بندی ارگونومیک تر بود. با این حال، خلبان آن در مقایسه با هواپیماهای مدرن‌تر با کنترل‌های نصب شده بروی HOTAS، باز هم حجم کار بالایی داشته و مجبور بود سوئیچ‌ها و گیج‌ها را کنترل کند. پانل نشانگرهای پرواز دارای یک نوار سفید بود تا به عنوان کمک بصری برای مرکز کردن فرمان کنترل در شرایط خارج از کنترل عمل نماید. برای جلوگیری از تجاوز خلبان از زاویه حمله ۱۷ درجه، فرمان کنترل دارای یک «قطع کننده بند انگشتی» بود که با نزدیک شدن به حد مجاز به بند انگشت خلبان ضربه می‌زد.
در میگ-۲۳ دید اتاقک خلبان نیز تا حدودی ضعیف بود، اگرچه دید مستقیم در مقایسه با میگ-۲۱ برتر بود.
به‌طور خاص، دید به سمت عقب ضعیف بود، تا حدی به دلیل صندلی پران که دور سر خلبان پیچیده شده بود، که خلبان را مجبور می‌کرد برای نگاه کردن به پهلو یا پشت به جلو خم شود. برای کمک به نگاه به پشت خلبان، کابین خلبان با یک آینه یا پریسکوپ تعبیه شده در ریل میانی کاناپی تعبیه شده بود، مشابه آنچه در میگ ۱۷ وجود داشت. با عمق میدان به شدت وسیع، پریسکوپ نمای واضحی از پشت هواپیما ارائه می‌کرد، اما میدان دید وسیعی نداشت.
صندلی پران کی‌ام-۱ در میگ-۲۳، با در نظر گرفتن شرایط کاری در ارتفاع و سرعت بسیار زیاد ساخته شده و دارای رکاب پا، مهار شانه، قلاب لگنی، و سیستم ۳ چتر نجات می‌یاشد. درگیر کردن صندلی پران ممکن است زمان زیادی طول بکشد، زیرا خلبانان باید پاهای خود را در رکاب قرار می‌دادند، فرمان کنترل را رها نموده، دو دسته ماشه را گرفته، فشار می‌دادند و آنها را بلند می‌کردند. اولین چتر نجات، به اندازه یک دستمال بزرگ، از یک میله تلسکوپی بیرون می‌آمد که از پشتی بالای صندلی بیرون می‌آمد. در نظر گرفته شده بود تا به چرخش صندلی پران به سمت جریان تند هوا و تثبیت آن در مسیر پروازی که آن را به بالا و سکان عمودی هواپیما می‌برد، کمک نماید. با جدا شدن اولین چتر و میله از صندلی، یک چتر نجات بزرگتر به کار افتاد تا سرعت صندلی پران را کاهش داده و امکان بازشدن چترنجات اصلی را فراهم آورد. در صورت درگیر شدن در ارتفاعات پایین، صندلی شامل یک عنصر فشارسنج است که به ضامن چترنجات اجازه می‌دهد تا سریعتر عمل نماید. یکی از کمبودهای صندلی پران کی‌ام-۱ این بود که یک صندلی پران صفر-صفر نبود - حداقل به سرعت ۹۰ گره برای عمل کردن نیاز داشت.
پس از ورود ویرایش‌های میگ-۲۳ در سال ۱۹۷۱، نمایشگر راداری رو به پائین با صفحه‌نمایش جلو-سری(HUD)/هدف‌گیری اسلحه ASP-23D جایگزین شد، که اطلاعات رادار بروی آن نشان داده می‌شد. این سامانه در میگ-۲۳ام‌ال به ASP-17ML به روز رساتی شد. از آنجایی که اطلاعات رادار باید روی شیشه ترکیبی HUD قرار می‌گرفت، مقدار فضای قابل اسکن به صفحه نمایش نسبتاً نازک محدود می‌شد. این امر مستلزم آن بود که جنگنده بسیار نزدیک به ارتفاع هدف و بسیار جلوتر از آن برای بلند شدن پرواز می‌کرد، که به دستورالعمل‌های رهگیری کنترل‌شده زمینی (GCI) نیاز داشت. خلبانان اسرائیلی که با جنگنده‌های میگ-۲۳ به غنیمت گرفته شده پرواز می‌کردند، استفاده از آن را نسبتاً آسان می‌دانستند.

### سطوح کنترل پرواز
میگ-۲۳ یکی از اولین هواپیماهای ساخت شوروی بود که دارای بال‌هایی با هندسه متغیر بود. بال‌ها با استفاده از یک اهرم کوچک در زیر دریچه گاز در اتاقک خلبان به صورت هیدرولیکی کنترل می‌شدند. سه زاویه رفت و برگشت اصلی برای بالها وجود داشت که توسط خلبان برای سطوح مختلف پرواز تعیین می‌شد. اولی، با بال‌های کاملاً باز شده در زاویه ۱۶ درجه، هنگام پرواز با سرعت ۰٫۷ ماخ یا کمتر از آن یا هنگام برخاست و فرود استفاده می‌شد. قرار دادن بالها در زاویه میانی ۴۵ درجه برای مانورهای اولیه جنگنده، و همچنین کروز با سرعت بالا یا انجام رهگیری در ارتفاع پایین مورد استفاده قرار گرفت. حرکت دادن بالها به سمت رو به عقب کامل در زاویه ۷۲ درجه برای ایجاد رهگیری در ارتفاع بالا یا پرواز کوتاه مدت با سرعت بالا در ارتفاعات پایین اختصاص داشت.

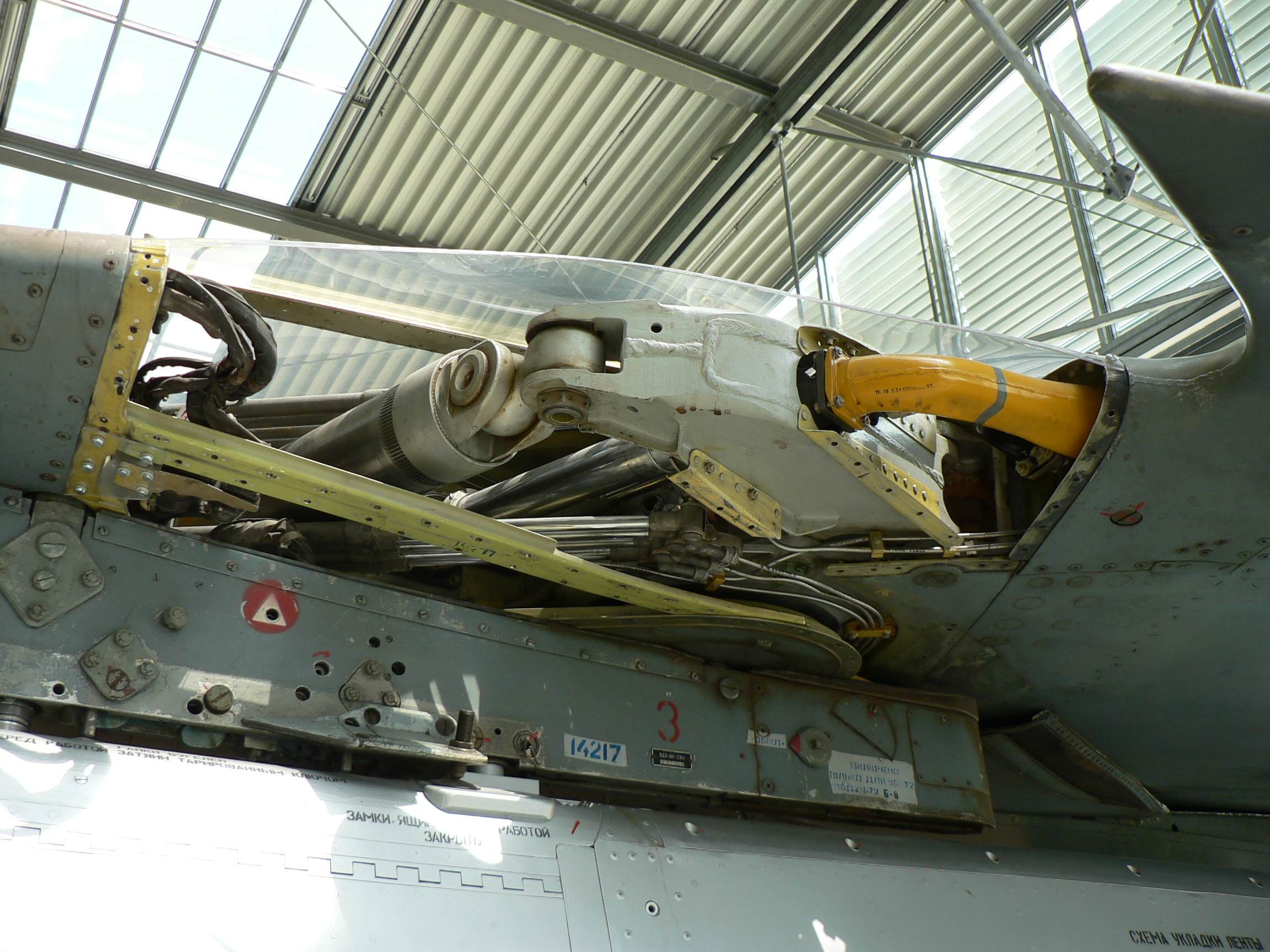
مکاتیزم بال متحرک میگ-۲۳

بالها مجهز به شهپر نبودند، اما از اسپویلرها برای کنترل غلت زدن در زمانی که بالها در زاویه ۱۶ درجه و ۴۵ درجه بودند استفاده می‌کردند. علاوه بر اسپویلرها، در بال‌ها فِلَپ و هوازه تعبیه شده‌اند تا قابلیت برخاست و فرود در باند کوتاه را به جنگنده بدهند. اگرچه یک گیج در اتاقک خلبان وجود داشت که موقعیت بالها، زمانی که آنها در حرکت بودند، و حد ماخ برای هر موقعیت را نشان می‌داد، هیچ چیزی وجود نداشت که نشان دهد موقعیت بهینه بال برای شرایط پرواز در جریان چیست.
دو دم شهپردار(به انگلیسی: tailerons) تاب خوردن و غلت زدن هواپیما را کنترل می‌کردند، در مورد دوم، زمانی که بال‌ها به‌طور کامل به عقب جمع نشده بودند، با سطوح کنترل بال کار می‌کنند. علاوه بر یک پایدارکننده عمودی بزرگ (که چتر ترمز را برای فرود نیز ذخیره می‌کرد)، میگ-۲۳ دارای یک باله شکمی برای بهبود پایداری جهت در سرعت‌های بالا بود. در زمان برخاست و فرود، وقتی ارابه فرود کشیده شد، باله حالت لولایی به طرفین داشت تا از برخورد آن به زمین جلوگیری نماید.
با شروع مدل ۱۹۷۱، سطح بال‌های میگ-۲۳ (معروف به سری ۲) ۲۰ درصد افزایش یافت که لازم بود موقعیت‌ها زاویه بالها به ۱۸ درجه، ۴۷ درجه و ۴۰ دقیقه و ۷۴ درجه و ۴۰ دقیقه تغییر کند (اگرچه برای راحتی، نشانگرهای کابین خلبان و برچسب اصلی حفظ می‌شدند). یک بسط دندان سگ شکل بروی لبه حمله اضافه شد اما نوارهای لبه جلو برای ساده‌سازی ساخت حذف شدند. با این حال ثابت شد که این موضوع مشکلات پایداری میگ-۲۳ را در زاویه حمله بالا تشدید نموده و برخاست و فرود را دشوارتر می‌کند. طراحی قطعی بال سری ۳، که با میگ-۲۳ام معرفی شد، ابعاد سری ۲ را حفظ کرد، اما هوازه اضافه شد.
تقویت محور بال در میگ-۲۳ام‌ال‌دی امکان افزودن موقعیت بال چهارم در ۳۳ درجه را فراهم نمود که هدف آن کاهش شعاع چرخش و امکان کاهش سرعت در طی داگ فایت بود. با این حال، با بال‌ها در موقعیت ۳۳ درجه، کنترل میگ-۲۳ام‌ال‌دی بسیار دشوارتر بود و از شتاب ضعیف رنج می‌برد. حرکت بالها به این موقعیت در درجه اول برای خلبانان مجرب میگ-۲۳ در نظر گرفته شده بود، در حالی که دستورالعمل‌های رزمی همچنان بر موقعیت ۴۵ درجه تأکید داشتند.

## تاریخچه کاربری

### اتیوپی
در طی جنگ داخلی اتیوپی، جنگنده‌های میگ-۲۳ که توسط اتحاد جماهیر شوروی در اختیار دولت دِرگ منگیستو هایله ماریام درگ داده شده بود، به شدت توسط نیروی هوایی اتیوپی علیه گروهی از چریک‌های شورشی که در طول جنگ داخلی اتیوپی با دولت می‌جنگیدند مورد استفاده قرار گرفتند. بر اساس گزارش دیده‌بان حقوق بشر در سال ۱۹۹۰، حملات، اغلب با استفاده از ناپالم یا فسفر و مهمات خوشه‌ای، نه تنها علیه شورشیان، بلکه علیه جمعیت غیرنظامی (هم در اریتره و هم در اتیوپی) و کاروان‌های بشردوستانه به شکلی عمدی انجام می‌شد.
حنگنده‌های میگ-۲۳ اتیوپیایی در طول جنگ مرزی با اریتره از مه ۱۹۹۸ تا ژوئن ۲۰۰۰ در مأموریت‌های حمله زمینی و ضربتی مورد استفاده قرار گرفتند، حتی اهدافی را در فرودگاه در شهر اسمره، پایتخت اریتره در چندین نوبت هدف قرار دادند.
ادعا شده است که سه فروند میگ-۲۳بی‌ان نیروی هوایی اتیوپی توسط جنگنده‌های میگ-۲۹ نیروی هوایی اریتره سرنگون شدند
در ۲۹ نوامبر ۲۰۲۰، یک فروند میگ-۲۳ نیروی هوایی اتیوپی در جریان جنگ تیگرای در نزدیکی ابی ادی، در ۵۰ کیلومتری غرب مکله سقوط کرد. تصاویر غیرقابل اعتمادی از خلبان پس از گرفتن توسط
جبهه آزادی‌بخش خلق تیگرای منتشر شد و ادعا کرد که آن را ساقط کرده‌اند و خلبان را با کلاه پروازی Zsh-7 خود (که در ابتدا برای سوخو-۲۷ و میگ-۲۹ در نظر گرفته شده بود)، لباس پرواز، کتابچه راهنمای انگلیسی میگ-۲۳ و محل سقوط با قطعات فلزی سوخته شده را نشان می‌دادند.

### سودان
از سال ۱۹۸۷ دولت سودان کمک‌های نظامی گسترده‌ای از جمله ۱۲ فروند میگ-۲۳ام‌اس و یک فروند میگ-۲۳یوبی را از دشمن سابق خود، لیبی دریافت کرد. جنگنده‌های مذکور به سرعت در سال ۱۹۸۸ در طول دومین جنگ داخلی سودان وارد خدمت جنگ علیه نیروهای دفاع مردمی سودان جنوبی (SPLA) شدند. تعدادی از این جت‌ها یا بر اثر شلیک پدافند زمینی از بین رفته یا به علت سوانح سقوط کردند. تا سال ۱۹۹۰، لیبی مستشاران نظامی خود را از سودان خارج کرد و چهار فروند جت میگ-۲۳ باقی مانده در انبار قرار گرفتند. از سال ۲۰۱۰، سودان با کمک تکنسین‌های روسیه، بلاروس و اتیوپیایی با، شروع به بازسازی جت‌های میگ-۲۳ خود به صورت محلی کردو تصاویر جت‌های تازه رنگ آمیزی شده و بازسازی شده در فضای مجازی منتشر شد. یک فروند از جنگنده‌های مذکور در سال ۲۰۱۶ در حین آزمایش پرواز سقوط کرد و آتش گرفت.

### سوریه

#### نبرد بر علیه اسرائیل (از سال ۱۹۷۳)

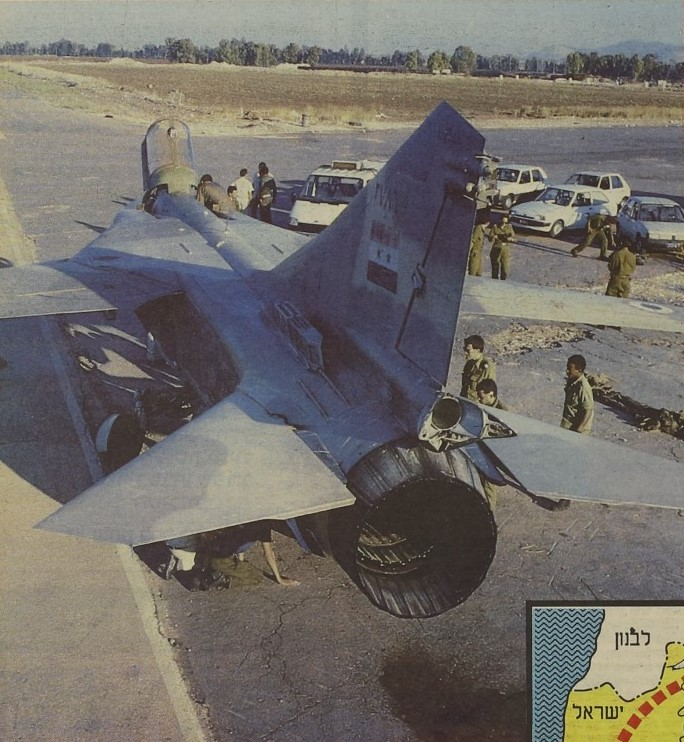
میگ-۲۳ ام‌ال‌دی سوری به خلبانی باسم عادل که به اسرائیل گریخت در پایگاه هوایی مگیدو در سال ۱۹۸۹

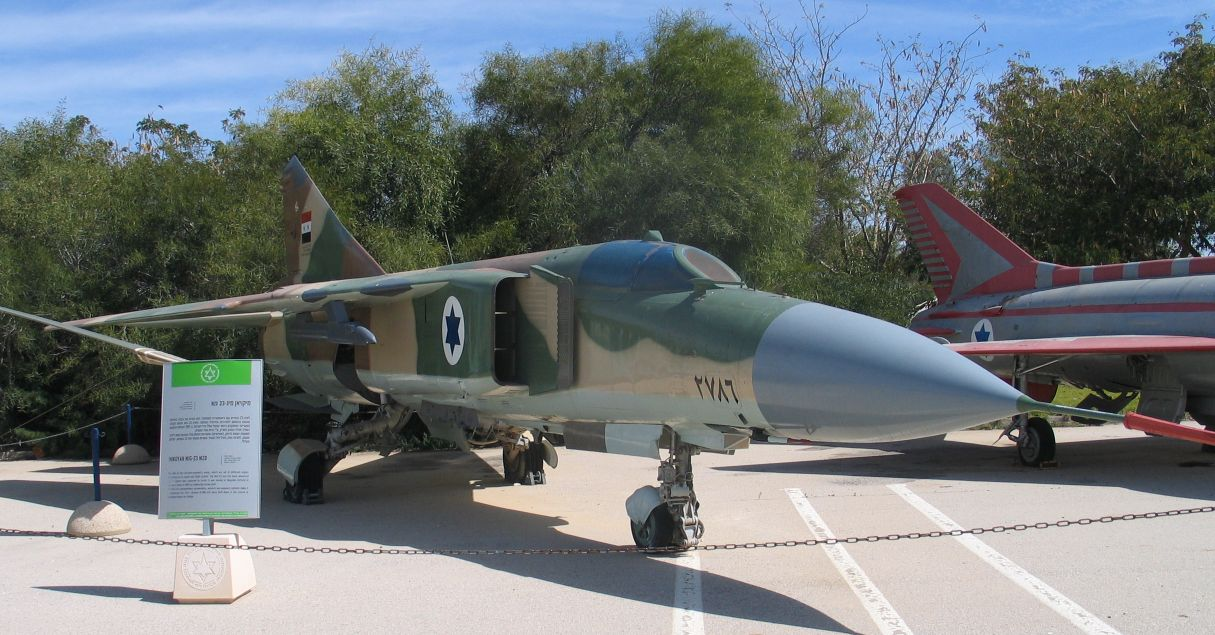
میگ-۲۳ که از سوریه گریخت درحال نمایش در اسرائیل

اولین جنگنده‌های میگ-۲۳ در آوریل ۱۹۷۴ به سوریه تحویل داده شد. فرایند عملیاتی کردن میگ-۲۳ پیچیده و دشوار بود، زیرا کیفیت ساخت جنگنده‌ها پایین و غیرقابل اعتماد بوده و مدارک مستندات فنی لازم برای آنها در دسترس نبود. تا پایان سال، تا ۱۳ فروند میگ-۲۳ سوریه از بین رفته بودند.اولین جنگنده‌های مبگ-۲۳ که شاهد جنگ بودند، انواع صادراتی با محدودیت‌های زیادی بودند. در مقایسه با میگ-۲۱، این هواپیما از نظر مکانیکی پیچیده و گران بود و همچنین چابکی کمتری داشت. اولین گونه رهگیر که به نیروی هوایی سوریه صادر شد، میگ-۲۳ ام‌اس بود، مجهز به سیستم تسلیحاتی مشابه جنگنده‌های میگ-۲۱ قدیمی بود و رادار آن به ویژه در برابر اقدامات پادکار الکترونیکی (ECM) آسیب‌پذیر بود، که اسرائیلی‌ها به ویژه در آن دارای مهارت بودند.
در ۱۳ آوریل ۱۹۷۴، پس از تقریباً ۱۰۰ روز تبادل توپخانه و درگیری در امتداد بلندی‌های جولان، بالگردهای سوری کماندوها را برای حمله به پست دیده‌بانی اسرائیل در جبل شیخ منتقل نمودند. این امر تقریباً یک هفته باعث درگیری شدید در هوا و زمین شد. در ۱۹ آوریل ۱۹۷۴، سروان المصری، در حال پرواز با یک میگ-۲۳ام‌اس در یک مأموریت آزمایشی تسلیحاتی، گروهی از جنگنده‌های اف-۴ئی نیروی هوایی اسرائیل را مشاهده کرد و پس از شلیک سه موشک، دو فروند از آنها را ساقط کرد. او قصد داشت با شلیک توپ به اف-۴ دیگری حمله کند، اما با
آتش خودی از یک سامانه موشک پدافندی سرنگون شد. با توجه به این موفقیت، ۲۴ فروند از گونه رهگیر میگ-۲۳ام‌اس، و همچنین تعداد مشابهی از گونه آفندی میگ-۲۳ بی‌ان، در طول سال بعد به سوریه تحویل داده شد. در سال ۱۹۷۷، سوریه بین ۲۸ تا ۳۰ فروند میگ-۲۳ ام‌اف خریداری نمود و تحویل آنها در سال ۱۹۷۸ آغاز شد.
در بین سالهای ۱۹۸۱ تا ۱۹۸۵، جنگنده‌های میگ-۲۳ ام‌اف، میگ-۲۳ام‌اس و میگ-۲۳ بی‌ان در نبردهای سوریه بر فراز لبنان مورد استفاده قرار گرفتند. در ۲۶ آوریل ۱۹۸۱، سوریه ادعا کرد که دو هواپیمای ای-۴ اسکای هاوک اسرائیلی که به اردوگاهی در صیدا حمله می‌کردند توسط دو میگ-۲۳ ام اس سرنگون شدند.
با این حال، اسرائیل هیچ گونه تلفات هواپیما در این حادثه را گزارش نکرده است و هیچ گونه تلفات هواپیما در آن تاریخ گزارش نشده است.
مورخ روسی ولادیمیر ایلین می‌نویسد که سوری‌ها ۶ فروند میگ-۲۳ ام اف، ۴ فروند میگ-۲۳ ام اس و ۱۴ فروند میگ-۲۳ بی ان را در ژوئن ۱۹۸۲ از دست دادند. یک جنگنده دیگر میگ-۲۳ در ژوئیه از دست رفت.
اسرائیلی‌ها همچنین مدعی شدند که دو فروند میگ-۲۳ را در سال ۱۹۸۵ سرنگون کرده‌اند که سوری‌ها آن را تکذیب می‌کنند. به‌طور کلی، ۱۱ الی ۱۳ نوع جنگنده میگ-۲۳ نیروی هوایی سوریه از سال ۱۹۸۲ تا ۱۹۸۵ در نبرد هوایی از دست رفتند. اسرائیل فقط از دست دادن یک پهپاد بی‌کیوام-۳۴ را تأیید می‌کند که توسط یک میگ-۲۳ ام‌اف سوریه در ۶ ژوئن ۱۹۸۲ سرنگون شد.
در ۱۱ اکتبر ۱۹۸۹، یک فروند میگ-۲۳ام‌ال‌دی سوری به خلبانی باسم عادل به اسرائیل گریخت و در پایگاه هوایی مگیدو فرود آمد. این هواپیما متعاقباً توسط مرکز آزمایش پرواز نیروی هوایی اسرائیل به پرواز درآمد و اکنون در موزه نیروی هوایی اسرائیل در
پایگاه هوایی هاتزریم به نمایش گذاشته شده است.
در اوایل دهه ۲۰۰۰، پهپادهای اسرائیلی به‌طور منظم مأموریت‌های شناسایی را بر فراز لبنان انجام می‌دادند، اما گاهی اوقات به حریم هوایی سوریه نیز وارد می شدندانجام می‌دادند. جنگنده‌های میگ-۲۳ سوری اغلب در پاسخ به حالت اسکرامبل (به سرعت به پرواز درمی‌آمدند) درآمده و بنا بر گزارش‌ها، آنها چندین پهپاد را از ژوئیه ۲۰۰۱ سرنگون کرده‌اند. در واقع، بین سال‌های ۲۰۰۱ تا ۲۰۰۶، سالانه ۱۰ پهپاد اسرائیلی بر فراز سوریه سرنگون می‌شد.

### کوبا
کوبا در آنگولا
در جریان مداخله کوبا در آنگولا جنگنده‌های میگ-۲۳ ام‌ال کوبایی و میراژ اف-۱ آفریقای جنوبی چندین برخورد داشتند که یکی از آنها منجر به آسیب شدید به یک فروند میراژ اف-۱ شد.
در ۲۷ سپتامبر ۱۹۸۷، در طی عملیات مدولر (به انگلیسی: Operation Moduler)، دو خلبان میگ-۲۳ یک جفت میراژ اف-۱ را غافلگیر کردند و به سمت آنها موشک شلیک نمودند:آلبرتو لِی ریواس (به اسپانیایی: Alberto Ley Rivas)با یک میراژ که توسط کاپیتان آرتور داگلاس پیرسی پرواز می‌کرد، درگیر شده با یک جفت آر-۲۳آر (بر اساس گزارش برخی از منابع با موشک آر-۶۰) به سمت آن شلیک نمود. در حالی که دیگر خلبان کوبایی یک موشک آر-۶۰ به میراژ دیگر را که تحت هدایت کارلو گاگیانو بود شلیک نمود. اگرچه موشک‌ها در مسیر میراژها قرار داشتند، اما فقط یک آر-۲۳آر به اندازه کافی نزدیک منفجر شد که به هیدرولیک فرود میراژ کاپیتان پیرسی (و طبق برخی گزارش‌ها، خروجی چتر فرود هواپیما) آسیب وارد نمود. این آسیب احتمالاً منجر به انحراف میراژ از باند در هنگام فرود شد و پس از آن ارابه فرود دماغه فرو ریخت. دماغه هواپیما آنقدر به زمین برخورد کرد که صندلی پران پیرسی عمل نمود. در نتیجه این پرتاب از سطح زمین، خلبان پیرسی دجار معلولیت شد. هواپیما از خدمت خارج شد، اما بخش بزرگی از بدنه و اجزای آن برای تعمیر میراژ اف-۱ دیگری که در اثر سانحه آسیب دیده بود و به خدمت بازگردانده شد، استفاده شد. در مجموع، کوبایی‌ها ۶ پیروزی هوایی با میگ-۲۳ به دست آوردند (۱ مورد منهدم شده، ۱ مورد آسیب دیده و ۴ مورد تأیید نشده).
جنگنده‌های میگ-۲۳ نیروی هوایی ملی آنگولا از نظر قدرت/شتاب، قابلیت‌های راداری/سامانه‌های اویونیک و تسلیحات هوا به هوا از جنگنده‌های میراژ اف-۱ سی‌زد و اف-۱ای‌زد نیروی هوایی آفریقای جنوبی پیشی گرفتند. موشک‌های آر-۲۳ و آر-۶۰ جنگنده‌های میگ-۲۳ و به خلبانان نیروی هوایی ملی آنگولا توانایی درگیری با هواپیماهای نیروی هوایی آفریقای جنوبی را از اکثر جنبه‌ها داد. نیروی هوایی آفریقای جنوبی که به دلیل تحریم تسلیحاتی بین‌المللی دچار مشکل شده بود، مجبور شد نسخه منسوخ شده موشک فرانسوی ماتراآر۵۵۰ مجیک یا موشک‌های نسل اولیه وی-۳ کوکری را مورد استفاده قرار دهد که برد و عملکرد محدودی نسبت به آر-۶۰ و آر-۲۳ داشت. علی‌رغم این محدودیت‌ها، خلبانان نیروی هوایی آفریقای جنوبی می‌توانستند در درگیری‌های هوایی، موشک‌های هوا به هوا را به سمت جنگنده‌های میگ-۲۳ شلیک کنند (عکس‌های دوربین توپ‌های این جنگنده‌ها درستی را نشان می‌دهد). این موشک‌ها یا از دست داده‌اند یا به‌طور بی‌اثر در پشت دم جنگنده‌های رقیب منفجر شدند.
شورشیان یونیتا، مخالف نیروهای کوبایی/جنبش خلق برای آزادی آنگولا-حزب کار، تعدادی میگ-۲۳ را باموشک‌های پدافند هوایی همراه اف‌آی‌ام-۹۲ استینگر که توسط آمریکا در اختیار ایشان قرار داده شده بود، سرنگون نمودند. نیروهای زمینی آفریقای جنوبی یک فروند میگ-۲۳ را که در حال حمله به سد Calueque بود، با استفاده از توپ ۲۰ میلی‌متری Ystervark (خارپشتی) سرنگون نمودند.

### عراق
در سال ۱۹۷۳ عراق، اولین سری از جنگنده‌های میگ-۲۳ خود را خریداری نمود تا آنها را جایگزین هواپیماهای هاوکرهانتر و میگ-۱۷ خود نماید. در طی سالهای ۱۹۷۴ الی ۱۹۷۸ تحویل جنگنده‌های مذکور به انجام رسید که شامل ۱۸ فروند از گونه رهگیر میگ-۲۳ام‌اس، ۳۶ الی ۴۰ فروند از گونه آفندی میگ-۲۳بی‌ان و چند فروند از گونه آموزشی میگ-۲۳ یوبی بود. ورود این هواپیماهای جدید به خدمت برای نیروی هوایی عراق با دشواریی‌هایی همراه بود. آموزش در اتحاد جماهیر شوروی شامل زمان کمی برای پرواز بوده، و از آنجایی که شوروی هیچ گونه مستندات فنی یا دستورالعمل پرواز ارائه نمی‌نمود، عراقی‌ها مجبور بودند آزمایش‌های پرواز را به تنهایی انجام دهند. علاوه بر این، کیفیت هندلینگ و سامانه‌های اویونیکی میگ-۲۳ به شدت مورد انتقاد قرار گرفت و کیفیت ساخت بدنه هواپیما نیز ضعیف بود. جای تعجب نیست که تا سال ۱۹۷۸ حداقل ۱۲ فروند میگ-۲۳ در طی سوانح از بین رفتند.
یک دسته اضافی از میگ-۲۳ام‌اس در اواخر دهه ۱۹۷۰ برای جبران هواپیماهای از دست رفته، خریداری شد.

#### جنگ ایران و عراق (۱۹۸۰ الی ۱۹۸۸)

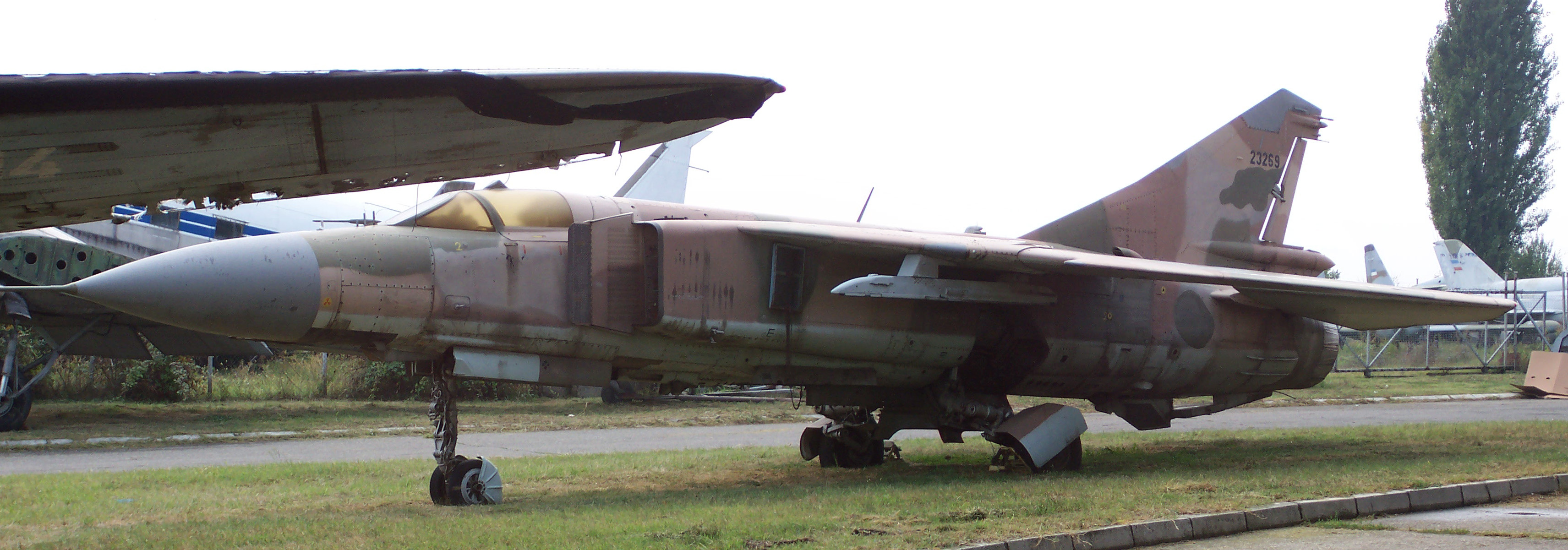
یک فروند میگ-۲۳ام‌ال از ناوگان سابق نیروی هوایی عراق در بلغارستان

در جنگ ایران و عراق ناوگان جنگنده‌های میگ-۲۳ نیروی هوایی عراق در هر دو ماموریت‌های رهگیری و جنگ هوا به هوا و همچنین آفندی و تهاجم بر علیه اهداف زمینی مورد استفاده قرار گرفت. در اولین روز جنگ (۲۲ سپتامبر ۱۹۸۰ (۳۱ شهریور سال ۱۳۵۹ خورشیدی)) هر دو گونه میگ-۲۳ ام‌اس و میگ-۲۳بی‌ان در عملیات حمله علیه پایگاه‌های نیروی هوایی ایران، شرکت داشتند.. روز بعد یک فروند میگ ۲۳ام اس عراقی یک فروند اف-۵ئی ایرانی را سرنگون نمود.
با این حال، در همان روز اولین تلفات جنگنده‌های میگ-۲۳ در جنگ را نیز رقم زده شد: سه فروند میگ-۲۳بی‌ان توسط رهگیرها و پدافند هوایی ایران سرنگون شدند. چندین فروند میگ-۲۳ دیگر در ماه‌های بعد سرنگون شدند که عمدتاً از گونه آفندی میگ-۲۳بی‌ان بودند. این خسارات زیاد با تحریم عراق توسط اتحاد جماهیر شوروی در واکنش به جنگ تشدید شد. تا پایان سال ۱۹۸۰، خلبانان میگ-۲۳ ام‌اس عراقی ادعا نمودند که در مجموع سه فروند اف-۵ئی نیروی هوایی ایران را همه آنها در آسمان عراق بودند سرنگون نمودند. تامکت‌های ایرانی تعداد قابل توجهی از جنگنده‌های میگ ۲۳ عراقی را سرنگون نمودند. ۵ فروند از این تعداد به وسیله خلبان صدقی سرنگون گردید. ۴ فروند از این ۵ فروند را صدقی در عملیات سلطان سرنگون نمود.
با وجود تحریم، پنج فروند میگ-۲۳ام‌اف که قبل از شروع جنگ تحویل داده شده بودند، در نیمه دوم سال ۱۹۸۱ به سرعت وارد خدمت نیروی هوایی عراق شدند.
خلبانان واحدهای رهگیر میگ-۲۳ عراقی برای تکرار موفقیت‌های میراژ اف-۱ که دو فروند اف-۱۴ تامکت را در ۱۵ نوامبر ۱۹۸۱ سرنگون کردند، چند روز بعد شروع به تلاش برای رهگیری و یورش به تامکت‌های ایرانی نمودند. اما پس از این دو باخت، خلبانان ایرانی تاکتیک‌های خود را تغییر دادند. در حالی که اف-۱۴‌ها در ارتفاع بالا به گشت‌زنی هوایی می‌پرداختند، جنگنده‌های اف-۵ئی یا اف-۴ فانتوم در آرایش‌های دوتایی در ارتفاع‌های پائین‌تر پرواز می‌کردند تا از نزدیک شدن جنگنده‌های عراقی بدون مشاهده شدن به تامکت‌ها جلوگیری نمایند. این تاکتیک جدید نیروی هوایی ایران زمانی به نتیجه رسید که تاریخ در ۲۵ نوامبر (۴ آذرماه ۱۳۶۰ خورشیدی) دو فروند میگ-۲۳ام‌اف پس از شناسایی بصری توسط جنگنده‌های اف-۵، توسط جنگنده‌های اف-۱۴ رهگیری و سرنگون شدند. در آن زمان چندین جنگنده عراقی دیگر نیز در شرایطی مشابه از دست رفتند. واحدهای میگ-۲۳بی‌ان نیز متحمل خسارات شدند، به ویژه از آتش اف-۱۴‌ها و مورد موشک‌های پدافندی ام‌آی‌ام-۲۳ هاوک. جنگنده‌های میگ-۲۳ بی‌ان که در دهه ۱۹۷۰ به عراق تحویل داده شده بود تنها دارای یک گیرنده هشدار راداری زیر سطح بوده و فاقدتجهیزات جنگ الکترونیکی (ECM) بودند، علیرغم اینکه نیروی هوایی عراق هزینه آن را پرداخت نموده بود. در سال ۱۹۸۲، شوروی تحریم‌های خود علیه عراق را لغو نموده و تحویل هواپیماها دوباره آغاز شد: ۱۸ فروند میگ-۲۳ ام‌اف به همراه ۱۸ فروند میگ-۲۳بی‌ان مجهز به سیستم تجهیزات جنگ الکترونیکی که از دهه ۱۹۷۰ از سوی عراقی‌ها درخواست شده بود، تحویل داده شد.
در طی سال‌های ۱۹۸۳ الی ۱۹۸۴، جنگنده‌های میگ-۲۳ام‌اف عراقی برای رهگیری هواپیماهای شناسایی آراف-۴ئی ایرانی در پرواز بر فراز آسمان عراق مورد استفاده قرار می‌گرفتند. اگرچه این هواپیماها غیرمسلح بودند، اما رهگیری و شکار آنها بسیار مشکل بود و هر یک از پروازهای آنها توسط یک جفت اف-۱۴ تامکت اسکورت می‌شد. در ۱ ژانویه ۱۹۸۴ (۱۱ دی‌ماه ۱۳۶۲ خورشیدی)، تامکت‌های ایرانی یک میگ-۲۳ ام اف را در حین اسکورت یک آراف-۴ئی سرنگون کردند. در اواخر همان ماه، یک آراف-۴ئی توسط یک میگ-۲۳ ام اف سرنگون شد. در ماه ژوئن یک آراف-۴ئی دیگر بار دیگر توسط یک میگ-۲۳ ام اف رهگیری و منهدم شد. در آن سال همچنین اولین جنگنده از گونه میگ-۲۳ام‌ال به نیروی هوایی عراق تحویل داده شد. در مجموع، حداقل ۶۴ مورد توسط عراق سفارش داده شده است. در ۱۱ اوت، یکی از جنگنده‌های میگ-۲۳ ام‌ال جدید، یک فروند اف-۱۴ نیروی هوایی ایران را که توسط سرهنگ هاشم آل آقا پرواز می‌نمود، را با موشک آر-۶۰ام‌کی بر فراز خلیج فارس سرنگون کرد.
در ۲ سپتامبر ۱۹۸۶ (۱۱ شهریور ۱۳۶۵ خورشیدی) جنگنده‌های میگ ۲۳ ام‌ال عراقی تامکت دیگری را سرنگون کرد، زمانی که خلبان نیروی هوایی ایران سروان احمد مرادی طالبی در حین تلاش برای فرار با اف-۱۴ای سرنگون شد.
در ۲۰ فوریه ۱۹۸۶ (اسفندماه سال ۱۳۶۴ خورشیدی)، در جریان عملیات والفجر ۸، در نزدیکی اهواز هواپیمای فوکر اف۲۷ (اف۲۷–۶۰۰) به خلبانی سرهنگ عبدالباقی درویش در محاصره دو فروند میگ-۲۳ عراقی قرار گرفته و توسط آتش یک فروند میگ-۲۳ام‌ال ساقط شد. تمام ۴۹ سرنشین آن کشته شدند. این هواپیما حامل هیئتی از مقامات نظامی و دولتی بود که در حال انجام مأموریت بودند.
از سال ۱۹۸۴، نیروی هوایی ایران به دلیل فرسودگی ناوگان و تلفات نیروی انسانی خود، عملیات جنگنده‌های در اختیارش را در خط مقدم متوقف نمود. از این رو، عراقی‌ها شروع به استفاده از هواپیماهای خود برای حمله به اهدافی در داخل خاک ایران نمودند. جنگنده‌های میگ-۲۳بی‌ان عنوان بخشی از گروه‌های آفندی هوایی بزرگتر در کنار بمب افکن‌های دیگر به مأموریت پرداخته و گونه‌های دیگر همانند میگ-۲۳ام‌اف/ام‌ال در نفش اسکورت جنگنده و سرکوب پدافند هوایی دشمن در این حملات شرکت کردند. جنگنده‌های میگ-۲۳ همچنین برای
پشتیبانی هوایی نزدیک نیز مورد استفاده قرار می‌گرفتند. به لطف کاهش حضور رهگیرهای نیروی هوایی ایران و حفاظت بسیار بهبود یافته ارائه شده توسط هواپیماهای اسکورت، سرکوب پدافند هوایی دشمن و اقدامات پادکار الکترونیکی، تلفات بسیار کمتر از ماه‌های اول جنگ بود.
بر اساس اسناد رسمی نیروی هوایی عراق پس از جنگ، عراق در مجموع ۳۸ فروند میگ-۲۳بی‌ان، ۳ فروند میگ-۲۳ام‌اس، یک میگ-۲۳ام‌اف و یک فروند میگ-۲۳ام‌ال از دست داد. با این حال، تلفات اعلام شده برای انواع رهگیر بسیار کمتر از تعداد واقعی هواپیماهای از دست رفته است. به عنوان مثال، تعداد خلبانانی که در هنگام پرواز با جنگنده‌های میگ-۲۳ام‌اس/ام‌اف کشته شده‌اند، دو برابر بیشتر از آمار رسمی برای همه انواع رهگیر میگ-۲۳ است. در مقابل، خلبانان میگ-۲۳ عراقی ادعای حدود ۲۰ پیروزی هوایی داشته‌اند که هفت مورد آن پس از بررسی متقابل با داده‌های منابع ایرانی تأیید شده است.

#### تهاجم کویت و جنگ خلیج فارس (۱۹۹۰الی۱۹۹۱)
در ۲ اوت ۱۹۹۰، نیروی هوایی عراق از تهاجم نیروهای عراقی به کویت با هواپیماهای میگ-۲۲بی‌ان و سوخو-۲۲ به عنوان ابزار اصلی پشتیبانی هوایی استفاده نمود. تعدادی از هواپیماها و هلیکوپترهای عراقی توسط سایت‌های پدافند هوایی کویت با موشک‌های ام‌آی‌ام-۲۳ هاوک سرنگون شدند، از جمله یک فروند میگ-۲۳بی‌ان.
در طی جنگ خلیج فارس جنگنده‌های میگ-۲۳ عراقی به دو فروند  ئی‌اف-۱۱۱ای ریون توسط موشک‌های آر-۶۰ آسیب رساندند.
اسناد عراقی که پس از تهاجم به عراق به دست آمد نشان داد که نیروی هوایی عراق در آغاز عملیات طوفان صحرا دارای ۱۲۷ فروند میگ-۲۳ شامل ۳۸ فروند میگ-۲۳بی‌ان و ۲۱ فروند از گونه آموزشی میگ-۲۳ بودند.
در طول جنگ خلیج فارس، نیروی هوایی ایالات متحده از سرنگونی هشت فروند میگ-۲۳ عراقی توسط جنگنده‌های اف-۱۵ خبر داد.
اسناد عراقی انهدام کل ۴۳ فروند میگ-۲۳ را به هر دلیلی تأیید می‌کند ،۱۰ فروند دیگر آسیب دیده و ۱۲ فروند دیگر به ایران گریخته‌اند. پس از پایان جنگ، عراق تنها ۶۳ فروند میگ-۲۳، از جمله ۱۸ فروند میگ-۲۳بی‌ان و ۱۲ فروند از گونه آموزشی را کماکان در اختیار داشت.
ایالات متحده اعلام کرد که تلفات جنگنده‌های اف-۱۶سی در عملیات طوفان صحرا توسط موشکهای زمین به هوای ۲کا۱۲ کیوب و اس-۱۲۵پیچورا و نه توسط آتش هواپیماهای دشمن ایجاد شده است. همچنین، طبق نیروی هوایی سلطنتی و نیروی هوایی ایتالیا، هیچ خسارت جنگنده‌های تورنادو به هواپیماهای دشمن نسبت داده نشده است.

#### منطقه پرواز ممنوع و حمله به عراق (۱۹۹۱ الی ۲۰۰۳)
در ۱۷ ژانویه ۱۹۹۳، یک فروند اف-۱۶سی نیروی هوایی ایالات متحده آمریکا یک میگ-۲۳ عراقی را رهگیری و آن را با یک موشک ایم-۱۲۰ آمرام سرنگون نمود.
در ۹ سپتامبر ۱۹۹۹، یک میگ-۲۳ نیروی هوایی عراق به تنهایی از منطقه پرواز ممنوع عبور نموده و به سمت پرواز جنگنده هایاف-۱۴ نیروی دریایی ایالات متحده آمریکا پروازنمود. یک اف-۱۴ یک موشک ایم-۵۴ فینیکس را به سمت میگ-۲۳ مهاجم شلیک کرد، اما این شلیک موفق نبوده و میگ عراقی به سمت شمال گریخت. با این حال، هواپیما سپس در حالی که خلبان آن در حال تلاش برای فرود بود سقوط نمود.
در سال ۲۰۰۳، در طول عملیات آزاد سازی عراق، کل نیروی هوایی عراق زمین گیر ماند، چندین فروند از هواپیمای آن نیرو توسط نیروهای ایالات متحده و متحدانش در اطراف پایگاه‌های هوایی عراق در شرایط متروک پس از تهاجم پیدا شدند. این تهاجم در واقع پایان خدمت جنگنده‌های میگ-۲۳ در عراق بود.

### لیبی

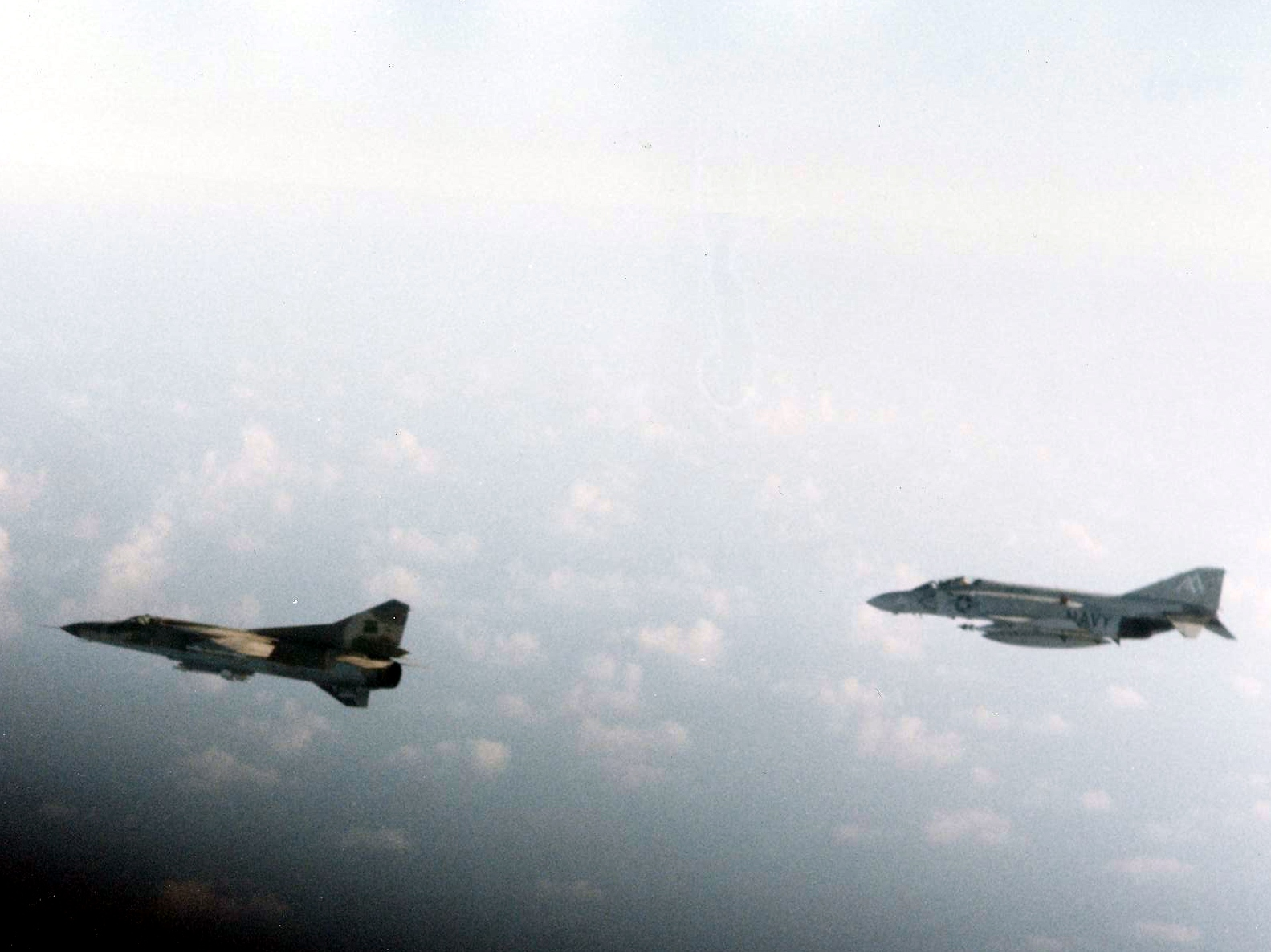
میگ-۲۳ نیروی هوایی لیبی برفراز خلیج سِرت در اوت ۱۹۸۱، در حال تعقیب با یک فروند اف-۴ فانتوم چند لحظه قیل از وقوع حادثه اول خلیج سرت

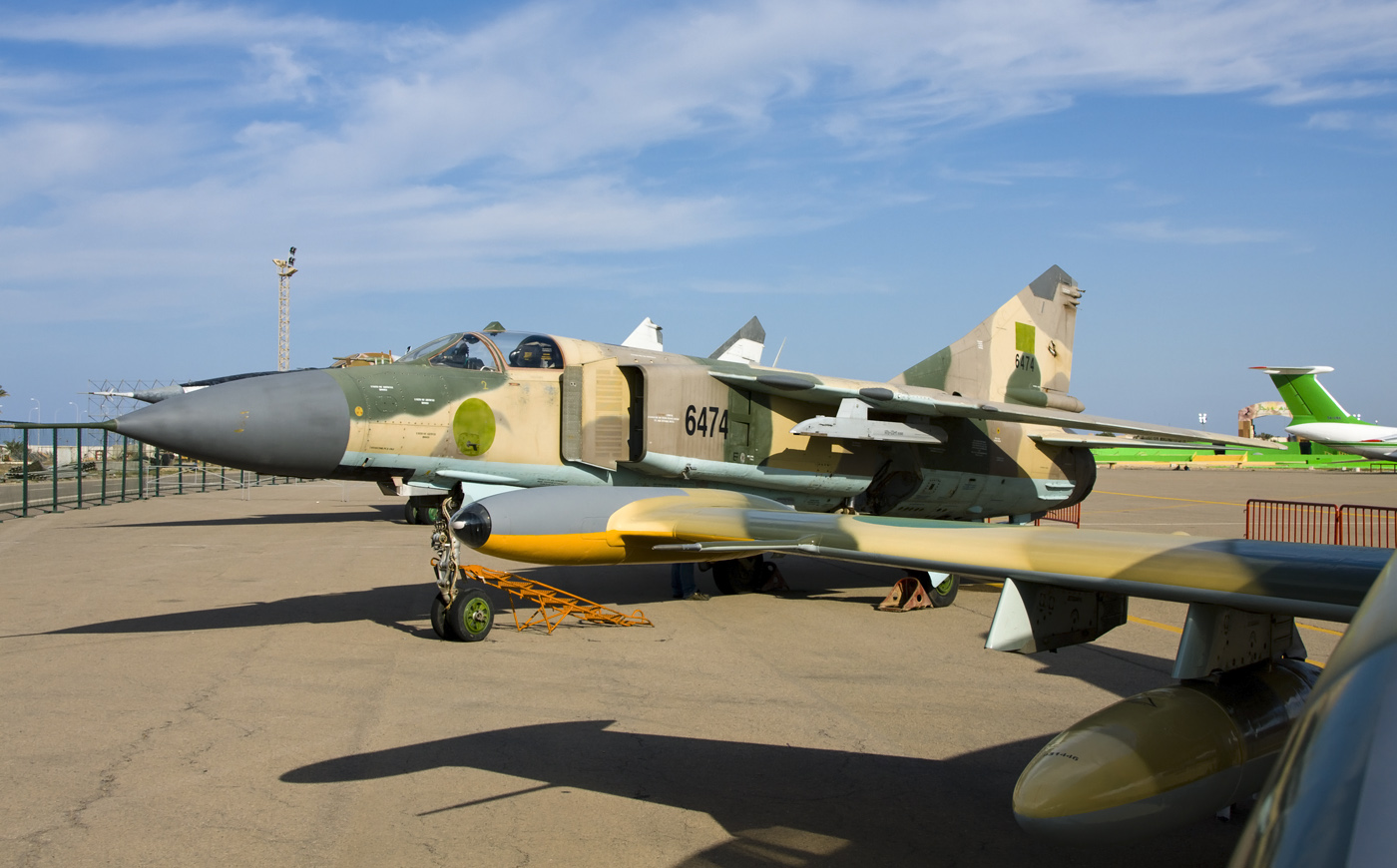
میگ-۲۳ با رنگ آمیزی و علائم نیروی هوایی لیبی در دوران حکومت معمر قذافی

بین سالهای ۱۹۷۵ الی ۱۹۷۸ لیبی در مجموع ۵۴ فروند میک-۲۳ام‌اس، ۱۵ فروند میگ-۲۳ یوبی و همچنین ۳۵ تا ۳۸ فروند میگ-۲۳بی‌ان را دریافت نمود.
این هواپیماها در گُردان‌هایی هوایی ۱۰۷۰٬۱۰۶۰٬۱۰۵۰٬۱۰۴۰ وارد خدمت شدند. جنگنده‌های گُردان‌های هوایی ۱۰۵۰٬۱۰۴۰ توسط پرسنل نیروی هوایی سوریه به پرواز درمی‌آمدند.
در سال ۱۹۷۷ در خلال و بلافاصله پس از جنگ چهار روزه لیبی و مصر یک فروند میگ-۲۳ام‌اس لیبیایی که از حمله به فرودگاه مرسی مطروح پشتیبانی می‌کرد، توسط یک جنگنده میگ-۲۱ نیروی هوایی مصر سرنگون شد و میگ باقیمانده را مجبور به توقف مأموریت کرد.
در یک درگیری در سال ۱۹۷۹، دو فروند میگ-۲۳ام‌اس نیروی هوایی لیبی با دو فروند میگ-۲۱ام‌اف نیروی هوایی مصر که برای حمل موشک‌های هوا به هوای غربی مانند ایم-۹ سایدوایندر ارتقا یافته بودند، درگیر شدند.
خلبانان لیبیایی مرتکب اشتباه شدند و سعی کردند از میگ-۲۱های چابک مصری در مانور پیشی بگیرند و یک میگ -۲۳ام‌اس توسط سرگرد سل محمد با موشک ایم-۹پی ۳ سرنگون شد، در حالی که دیگری از سرعت برتر خود برای فرار از مهلکه استفاده نمود.
در ۱۸ ژوئیه ۱۹۸۰، لاشه بک میگ-۲۳ام‌اس نیروی هوایی لیبی در سمت شمالی بلندی‌های لا سیلا، در میان ناحیه کالابریا در ایتالیا پیدا شد. جسد خلبان آن، سروان عزالدین فاضل خلیل، در حالتی که هنوز به صندلی اجکتی خود بسته شده بود، یافت شد.
در اوت ۱۹۸۱، جنگنده‌های میگ-۲۳ام‌اس لیبیایی با نیروی دریایی ایالات متحده آمریکا درگیر شدند که به اولین حادثه خلیج سرت منجر شد، اگرچه آنها در هیچ نبرد واقعی در این حادثه شرکت نداشتند.
در اواسط دهه ۱۹۸۰، نسخه‌های جدیدتر میگ-۲۳ وارد خدمت نیروی هوایی لیبی شد. در سال ۱۹۸۴ حدود ۲۰ فروند میگ-۲۳ام‌اف برای تجهیز مجدد گردان هوایی ۱۰۶۰ دریافت شد. ۴۸ فروند میگ-۲۳ام‌ال‌دی نیز در همین مدت سفارش داده شد. دو گردان هوایی، ۱۰۲۳ و ۱۰۲۴، برای عملیات این هواپیماها ایجاد شد.
از سال ۱۹۸۱ جنگنده‌های میگ-۲۳ لیبیایی در طول درگیری چاد-لیبی به ایفای نقشهای مختلف پرداختند. در طول سالهای اول هر دو نوع میگ-۲۳ام‌اس و میگ-۲۳بی‌ان، تقریباً منحصراً برای ماموریت‌های آفندی و حمله به اهداف زمینی مورد استفاده قرار گرفتند. بعداً در طی جنگ، برخی ماموریت‌های گشت‌زنی هوایی نیز به انجام رسید، و جنگنده‌های میگ-۲۳ با انواع پیشرفته‌تر میگ-۲۳ام‌اف و میگ-۲۳ام‌ال‌دی نیز استفاده شد. در ۵ ژانویه ۱۹۸۷، یک میگ-۲۳ لیبیایی سرنگون شد و چند ماه بعد، در ۵ سپتامبر ۱۹۸۷، نیروهای چاد یک حمله زمینی به پایگاه هوایی ماتن السارا در لیبی انجام دادند و چندین هواپیمای لیبیایی را بروی زمین منهدم نمودند، از جمله ۳ فروند میگ-۲۳. در ۸ اکتبر ۱۹۸۷، یک فروند میگ-۲۳بی‌ان با آتش پدافند زمینی سرنگون شد و خلبان آن توسط یک هلیکوپتر نجات داده شد.
جنگنده‌های رهگیر میگ-۲۳ نیز توسط لیبی در عملیات سال ۱۹۸۶ در خلیج سرت مورد استفاده قرار گرفت. اگرچه آنها به‌طور تهاجمی پرواز می‌کردند، و گاهی اوقات سعی می‌کردند در موقعیت شلیک در پشت جنگنده‌های آمریکایی قرار گیرند (با موفقیت کمی)، نه جنگنده‌های میگ-۲۳ لیبیایی و نه جنگنده‌های آمریکایی بر علیه یکدیگر آتش نگشودند.
در سال ۱۹۸۹ دو فروند میگ-۲۳ام‌اف نیروی هوایی لیبی توسط جنگنده‌های اف-۱۴ای نیروی دریایی ایالات متحده در حادثه دوم خلیج سرت سرنگون شدند.

### مصر

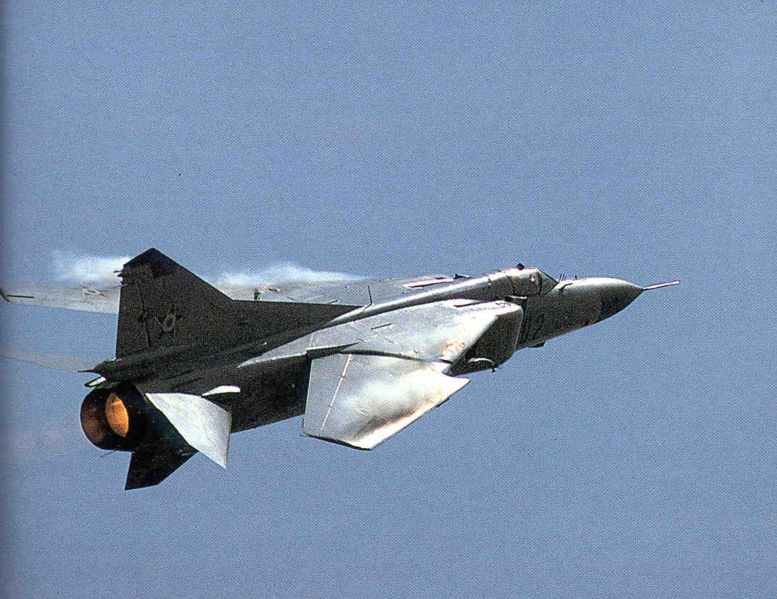
یک میگ-۲۳ نیروی هوایی مصر در حال پرواز

مصر یکی از اولین مشتریان صادراتی میگ-۲۳ بود که در سال ۱۹۷۴ ۸ فروند رهگیر میگ-۲۳ام‌اس، ۸ فروند از گونه آفندی میگ-۲۳بی‌ان و ۴ فروند از گونه آموزشی میگ-۲۳یوبی را خریداری نمود و آنها را در یک گُردان هوایی مستقر در پایگاه هوایی مرسی مطروح مستقر نمود. تا سال ۱۹۷۵، به دلیل تغییر سیاست خارجی مصر به سمت غرب و در نتیجه از دست دادن حمایت اتحاد جماهیر شوروی، ناوگان میگ-۲۳ مصری از خدمت فعال خارج شده و در انبار قرار گرفتند.
از سال ۱۹۷۸، چین از مصر دو فروند رهگیر میگ-۲۳ام‌اس، دو فروند میگ-۲۳بی‌ان، دو فروند میگ-۲۳یوبی، ده فروند میگ-۲۱ام‌اف، و ده موشک هوا به سطح کی‌اس‌آر-۲ (ای‌اس-۲ کِلت) را در ازای جت‌های شن‌یانگ جی-۶، قطعات یدکی و پشتیبانی فنی ارتش برای جنگنده‌های ساخت شوروی نیروی هوایی مصر از جمله میگ-۱۷ و میگ-۲۱، دریافت نمود. چینی‌ها از این هواپیما به‌عنوان پایه‌ای برای پروژه جی-۹ خود استفاده کردند، که هرگز از مرحله تحقیقات فراتر نرفت.
مدتی بعد، شش فروند میگ-۲۳ام‌اس باقیمانده به همراه شش فروند میگ-۲۳بی‌ان، و همچنین ۱۶ فروند میگ-۲۱ام‌اف، ۲ فروند سوخو-۲۰ فیتر، دو فروند میگ-۲۱یو، دو بالگرد میل-می-۸ و ده موشک کی‌اس‌آر-۲ توسط بخش فناوری خارجی، یک بخش ویژه مسئول سنجش و ارزیابی فناوری‌های نیروی هوایی ایالات متحده آمریکا، خریداری شد. جنگنده‌ها و جنگ‌افزارهای مذکور با تسلیحات و پشتیبانی یدکی، از جمله موشک‌های ایم-۹جی/پی سایدوایندر، که بر روی باقی مانده ناوگان جنگنده‌های میک-۲۱ نصب شده بودند، مبادله شدند.

### هند
جنگ کارگل (۱۹۹۹)

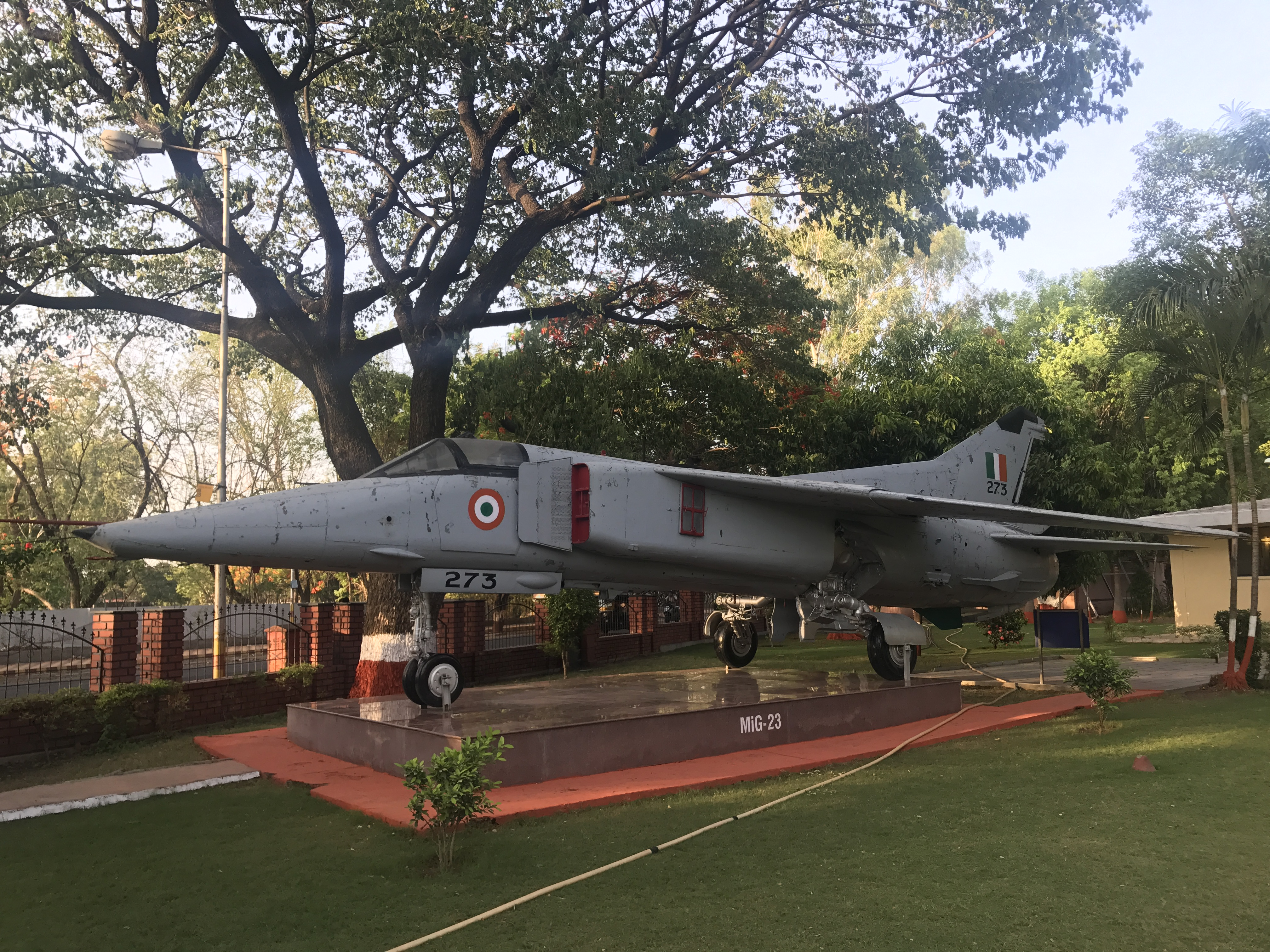
میگ-۲۳بی‌ان نیروی هوایی هند که در عملیات سافیدساگار مورد استفاده قرار گرفت

در ۲۶ می، نیروهای هندی عملیات آفندی و حملات هوایی را در جریان جنگ کارگل آغاز کردند. هواپیماهای حمله زمینی شامل میگ-۲۱، میگ-۲۳، میگ-۲۷ ومیراژ ۲۰۰۰ برای بمباران مواضع نیروهای پاکستانی مورد استفاده قرار گرفتند.

## کاربران

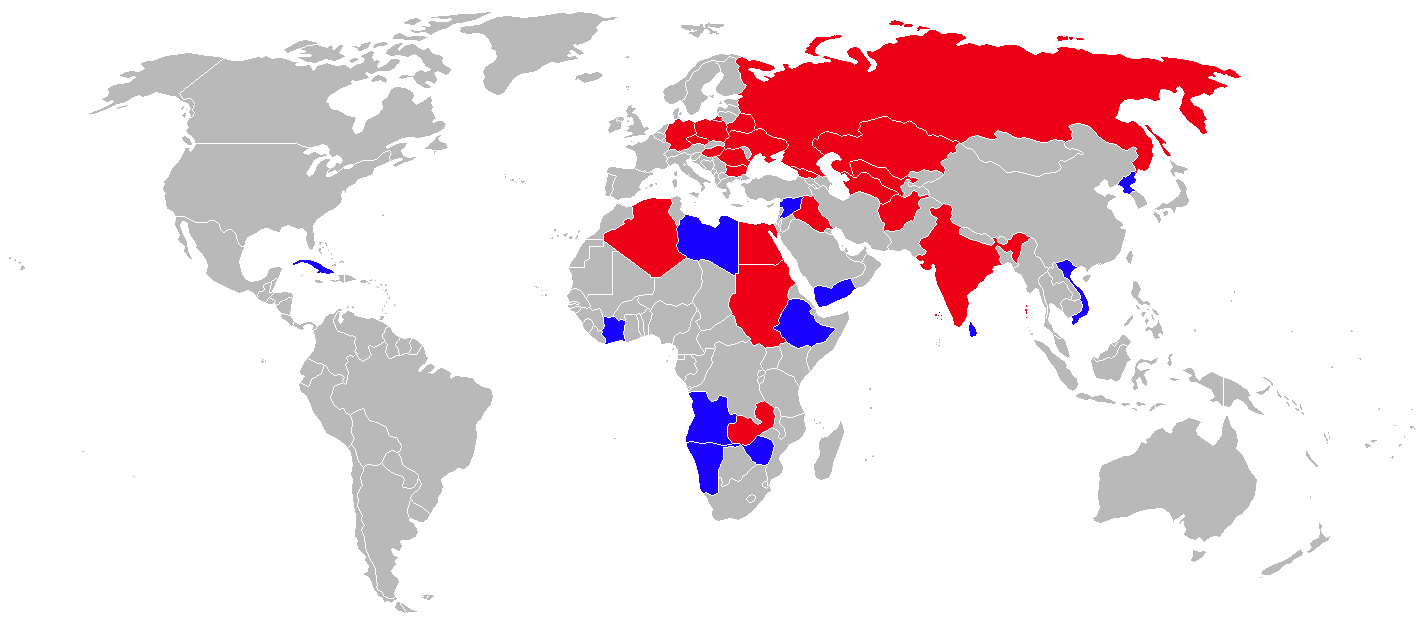
World operators of the MiG-23 (not including evaluation-only operators)

### کاربران فعلی
اتیوپینیروی هوایی اتیوپی; ۹ فروند میگ-۲۳ در دسامبر ۲۰۲۴.
 آنگولانیروی هوایی ملی آنگولا در دسامبر ۲۰۲۴ تعداد ۲۲ فروند میگ-۲۳ را در اختیار داشت.
 زیمبابوهنیروی هوایی زیمبابوه در دسامبر ۲۰۲۳ تعداد ۳ فروند را در اختیار داشت.
 سوداننیروی هوایی سودان۳ فروند میگ-۲۳ام‌اس/یوبی را در دسامبر ۲۰۲۳ در اختیار داشت. در سال ۲۰۱۶ تعداد ۴ فروند میگ-۲۳ را پس از آنکه ۲۰ سال در ذخیره بودند، بازسازی نمود. یک فروند از آنها در زمان تست از بین رفت.
 سوریه
نیروی هوایی سوریه در دسامبر ۲۰۲۴ تعداد ۸۷ فروند میگ-۲۳ را در اختیار داشت. بر اساس ادعاهای اسرائیل در طی عملیات پیکان باشان حداقل ۶۰ فروند از ناوگان میگ-۲۳ سوریه ایی از میان رفتند.
 کره شمالینیروی هوایی ارتش خلق کره در دسامبر ۲۰۲۴ تعداد ۵۶ فروند میگ-۲۳ را در اختیار داشت.
 لیبینیروی هوایی لیبی; در فوریه ۲۰۲۴ تعداد، ۲ فروند میگ-۲۳بی‌ان در اختیار دولت وحدت ملی لیبی، ۲ فروند میگ-۲۳ام‌ال در اختیار ارتش ملی لیبی قرار داشت.

### کاربران سابق

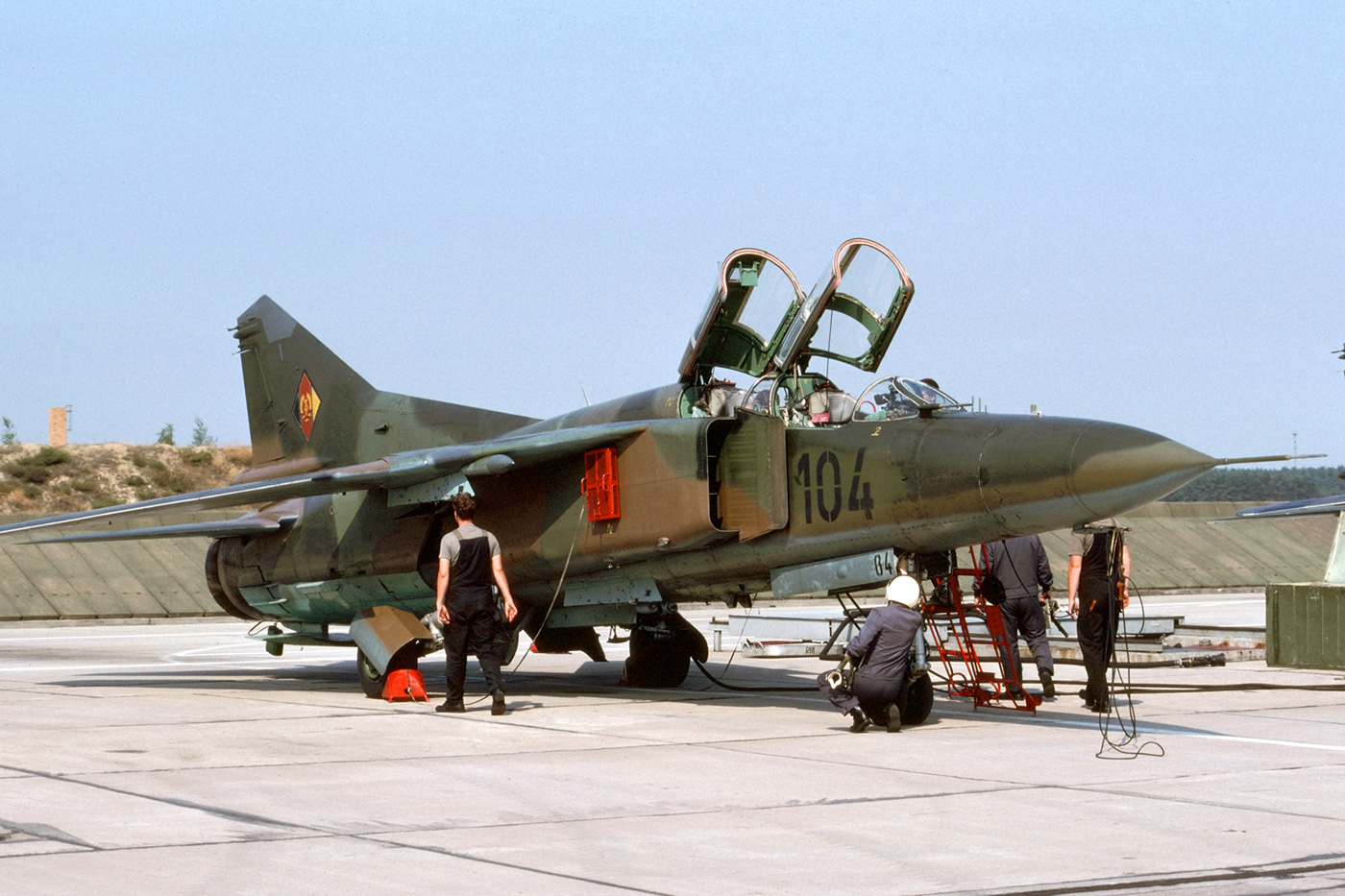
میگ-۲۳از ناوگان نیروی هوایی آلمان شرقی در سال ۱۹۹۰.

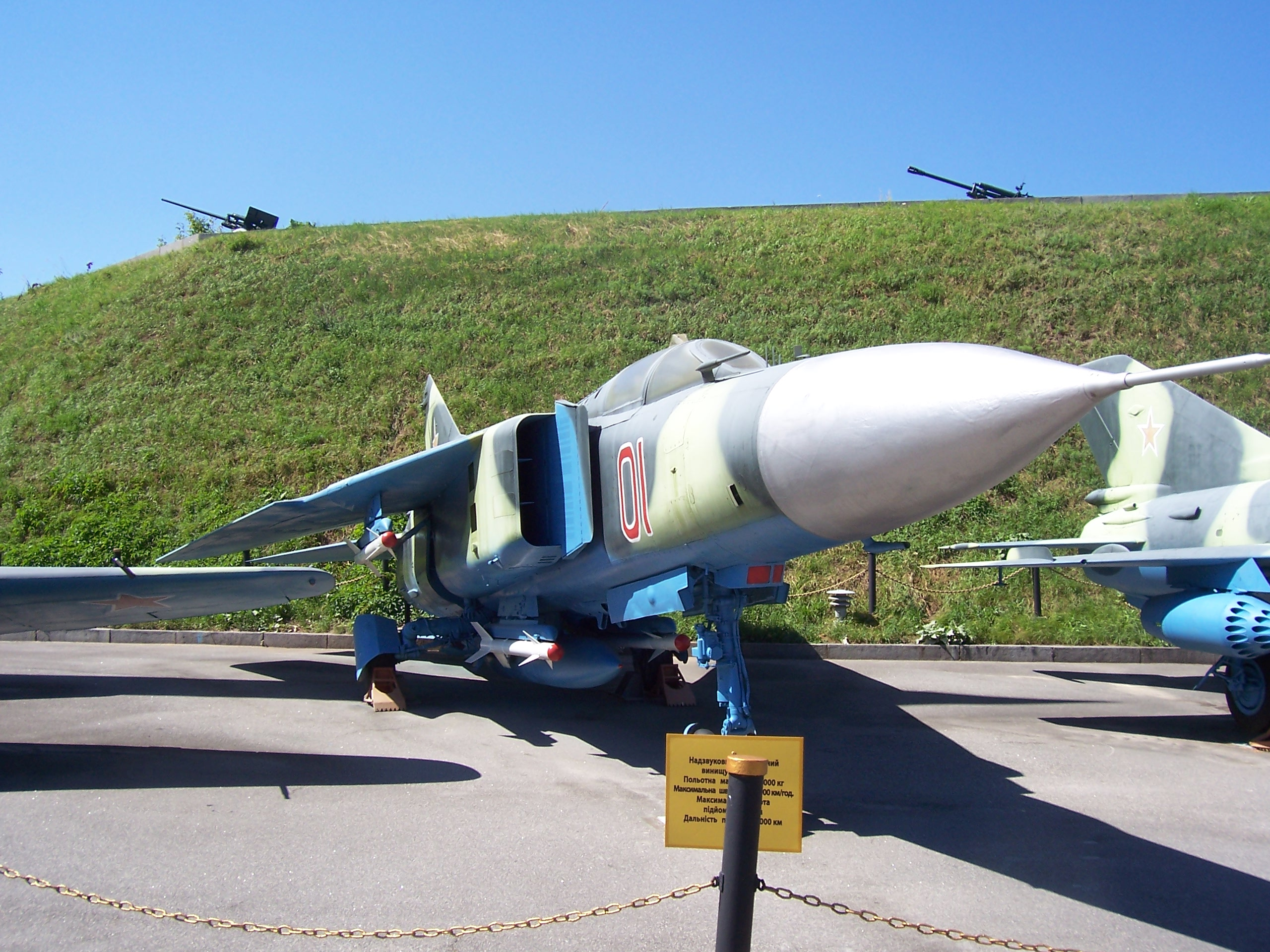
میگ-۲۳ اوکراینی در موزه ملی تاریخ اوکراین در جنگ جهانی دوم درکی‌یف

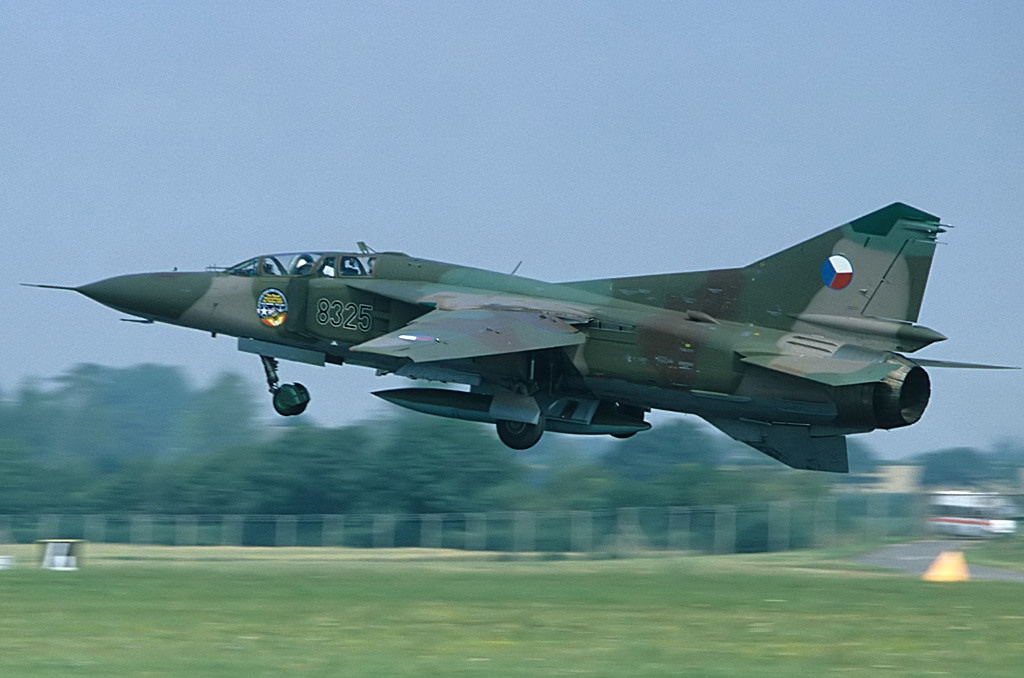
میگ-۲۳ یوبی نیروی هوایی چک

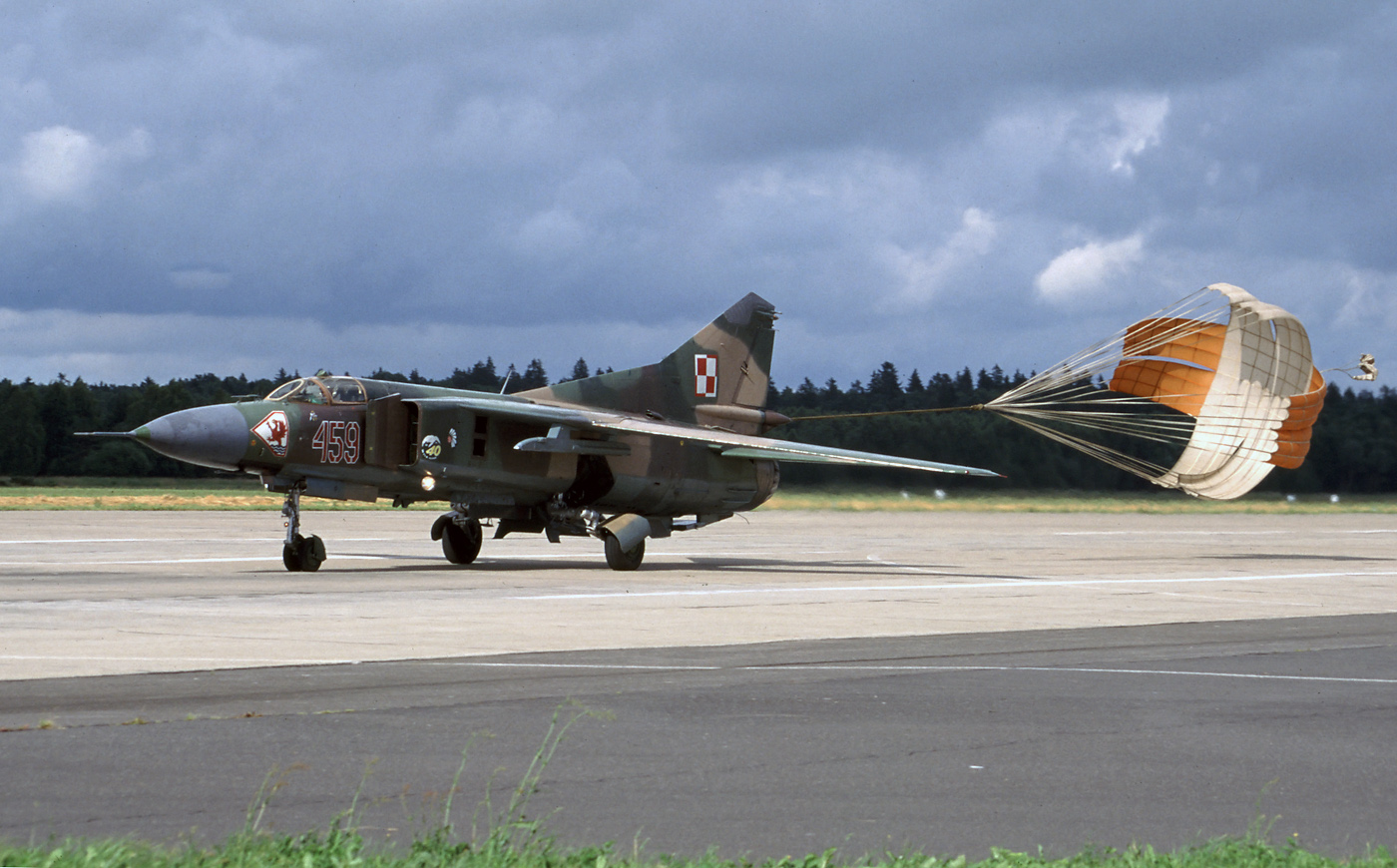
میگ-۲۳ نیروی هوایی لهستان در حال فرود

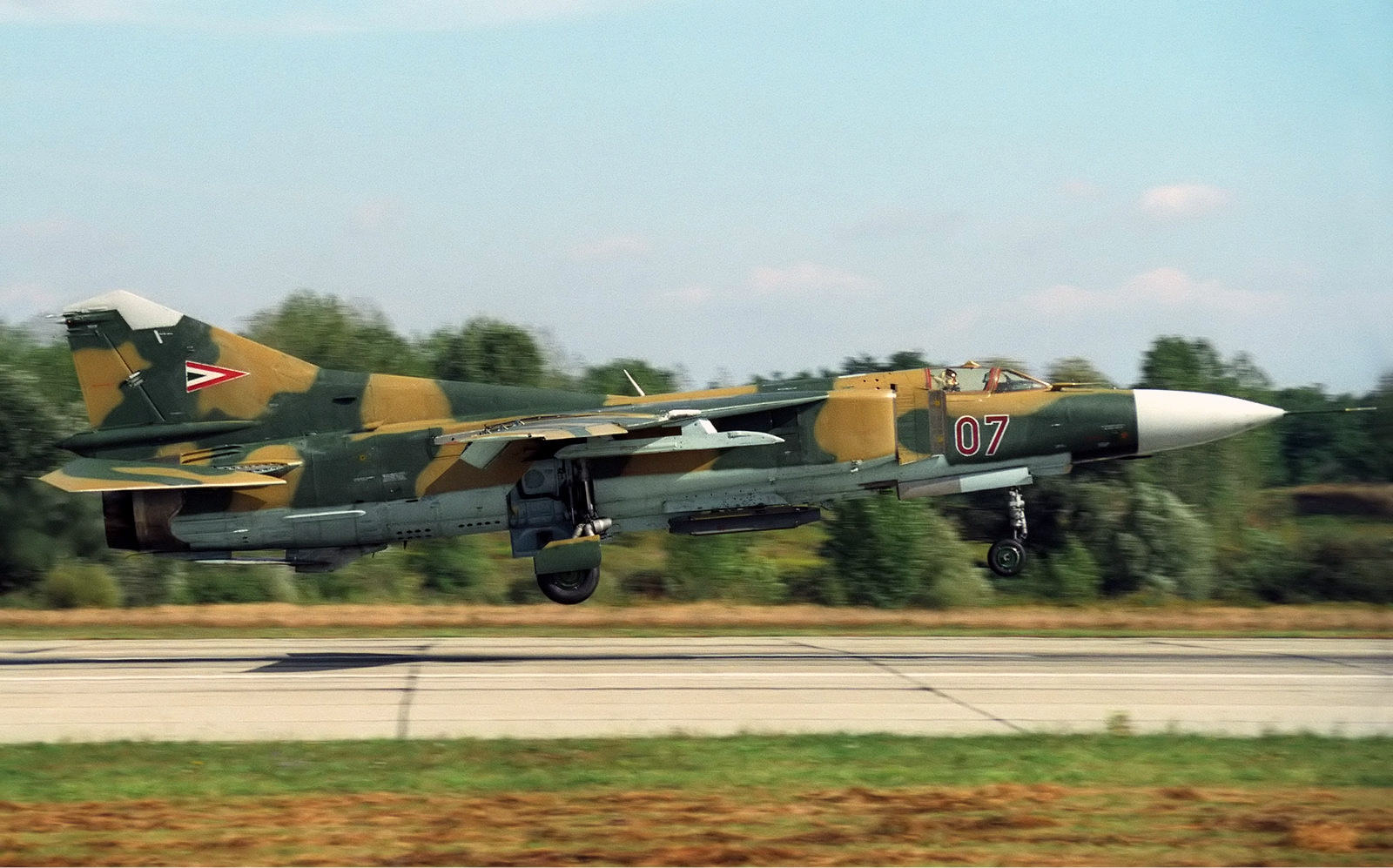
میگ-۲۳ ام‌اف از ناوگان نیروی هوایی مجارستان.

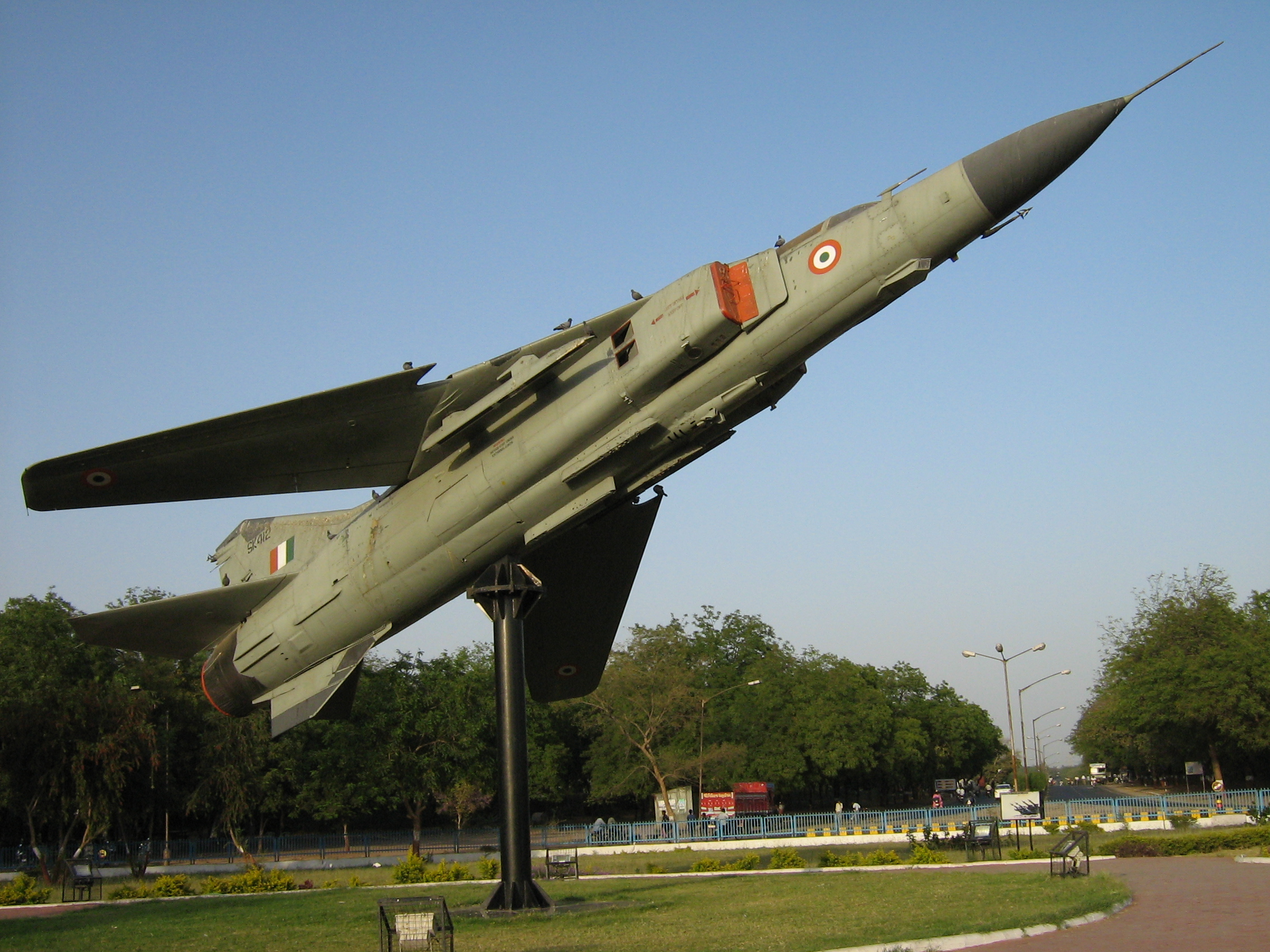
An Indian MiG-23MF on display at a crossroads in Gandhinagar.

اتحاد جماهیر شورویبه کشورهای وارث اتحاد جماهیر شوروی واگذار شدند.
- نیروی هوایی شوروی
- نیروی دفاع هوایی شوروی
- ناوگان هوایی نیروی دریایی شوروی[۸۷]

 ازبکستاننیروی هوایی ازبکستان
 افغانستاننیروی هوایی افغانستان. در سال ۱۹۹۲ تعداد ۳۰ فروند میگ-۲۳ را در اختیار داشت. تعدادنامشخصی در طی جنگ داخلی افغانستان (۱۹۹۶–۱۹۹۲) از میان رفتند.
 الجزایرنیروی هوایی الجزایر. در سال ۱۹۷۵ تعداد ۴۰ فروند میگ-۲۳بی‌ان را سفارش داد که تحویل آنها از سال ۱۹۷۶ آغاز شد. ۱۶ فروند میگ-۲۳ام‌اف نیز درسال ۱۹۸۲ دریافت شد. آخرین هواپیما از این نوع در سال ۲۰۰۸ از خدمت خارج شد.
 آلماننیروی هوایی آلمان تعداد ۱۸ فروند میگ-۲۳بی‌ان، ۹ میگ-۲۳ام‌اف، ۲۸ فروند میگ-۲۳ام‌ال و ۸ فروند میگ-۲۳ یوٰبی را از آلمان شرقی به میراث برد.
 آلمان شرقینیروی هوایی آلمان شرقی کلیه ناوگان به نیروی هوایی آلمان (غربی) منتقل شد. نیروی هوایی آلمان ۲ فروند میگ-۲۳ را به نیروی هوایی ایالات متحده آمریکاو یک فروند را به موزه ای در فلوریدا منتقل نمود. مابفی به کشورهای دیگر واگذار شدند یا اوراق شدند.
 اوکرایننیروی هوایی اوکراین
 اوگاندانیروی دفاع ملی اوگاندا
 بلاروسنیروی هوایی بلاروس. ۳۵ فروند را در سال ۲۰۰۰ در اختیار داشت، تمامی آنها بعداً اوراق شدند.
 بلغارستاننیروی هوایی بلغارستان. در طی سالهای ۱۹۷۶ الی ۲۰۰۴ مجموعاً ۹۰ فروند میگ-۲۳ شامل انواع ذیل را در اختیار داشت.

- ۳۳ فروند میگ-۲۳بی‌ان
- ۱۲ فروند میگ-۲۳ام‌اف
- ۱ فروند میگ-۲۳ام‌ال
- ۸ فروند میگ-۲۳ام‌ال‌ای
- ۲۱ فروند میگ-۲۳ام‌ال‌دی
- ۱۵ فروند میگ-۲۳یویی

 ترکمنستاننیروی هوایی ترکمنستان.
 جمهوری دموکراتیک کنگونیروی هوایی جمهوری دموکراتیک کنگو در سال ۲۰۲۳ تعداد ۲ فروند میگ-۲۳ را در اختیار داشت که یکی از آنها برای اهداف آموزشی مورد استفاده قرارمی‌گرفت.
 جمهوری چکنیروی هوایی چک میگ‌های ۲۳ گونه بی‌ان و ام‌اف در سال ۱۹۹۴ و گونه ام‌ال و یوبی در سال ۱۹۹۸ از خدمت خارج شدند.
 چکسلواکینیروی هوایی چکسلواکی. تمامی ناوگان میگ-۲۳ به نیروی هوایی جمهوری چک منتقل شدند.
 روسیهنیروی هوایی روسیه. در حدود ۵۰۰ فروند در ذخیره.
 رومانینیروی هوایی رومانی تعداد ۴۶ فروند میگ-۲۳ (۳۶ فروند میگ-۲۳ ام‌اف و ۱۰ فروند میگ-۲۳ یوبی) را از سالهای ۱۹۷۹ الی ۲۰۰۱ در خدمت داشت و جنگنده‌های مذکور در سال ۲۰۰۳ از خدمت خارج شدند.
 ساحل عاجنیروی هوایی ساحل عاج
 سری‌لانکانیروی هوایی سریلانکا یک فروند میگ-۲۳ یوبی به عنوان بخشی از پروسه آموزشی برای ناوگان میگ-۲۷ام آن نیرو
 عراقنیروی هوایی عراق تا زمان سقوط دولت صدام حسین از میگ-۲۳ استفاده می‌نمود، ۱۲ فروند در سال ۱۹۹۱ به ایران گریختند.
 قزاقستاننیروی پدافند هوایی قزاقستان در فوریه ۲۰۲۴ تعداد دو فروند میگ-۲۳یوبی را در ذخیره و آماده برای فروش داشت.
 کوبا
نیروی هوایی کوبا تا دسامیر ۲۰۲۳، تعداد ۲۴ فروند میگ-۲۳ را دراختیار داشت.
 لهستاننیروی هوایی لهستان در بین سالهای ۱۹۷۹ الی ۱۹۸۲ تعداد ۳۶ فروند میگ-۲۳ام‌اف و ۶ فروند میگ-۲۳ یوبی را دریافت نمود. آخرین فروند از این جنگنده‌ها در سال ۱۹۹۹ از خدمت خارج شده و در طی عمر خدمت این ناوگان ۴ فروند از آنها در طی حوادث از بین رفتند.
جماهیرعربی خلق لیبینیروی هوایی لیبی ۱۳۰ فروند میگ-۲۳ام‌اس/ام‌ال/بی‌ان/یوبی را در خدمت داشت، اکثر آنها قبل از جنگ داخلی اول لیبی در ذخیره بودند. آنچه باقی مانده است به دولت جانشین یا دیگر گروه‌های شورشی منتقل شده است
 مصرنیروی هوایی مصر. از میگ-۲۳ تا زمانی که از نظر سیاسی به کشورهای غربی تعییر جهت داد، استفاده می‌نمود. ۶ فروند میگ-۲۳ بی‌ان/ام‌اس/یوبی در ازای دریافت تجهیزات نظامی به چین فرستاده شدند. چین از آنها برای مهندسی معکوس میگ-۲۳ را بانام عنوان  کیو-۶ استفاده نمود، اما از آنجایی که چینی‌ها نمی‌توانستند موتور آر-۲۹ را مهندسی معکوس نموده و یک توربوفن قابل اعتماد بسازند، تنها عناصری از میگ-۲۳ استفاده شده در جی-۸(۲) به پایان رسید. حداقل هشت نفر برای ارزیابی به ایالات متحده منتقل شدند.
 مجارستاننیروی هوایی مجارستان۱۶ فروند میگ-۲۳ را در سال ۱۹۹۷ از خدمت خارج نمود که شامل ۱۲ فروند میگ-۲۳ام‌اف و جهار فروند میگ-۲۳یوبی(یک فروند در سال ۱۹۹۰ را از نیروی هوایی شوروی خریداری نمود).
 نامیبیانیروی هوایی نامیبیا۲ فروند میگ-۲۳ را در خدمت داشت.
 هندنیروی هوایی هند. گونه میگ-۲۳ بی‌ان که به مأموریت هاب آفندی و حمله به اهداف زمینی اختصاص داده شده بود، در ۶ مارس ۲۰۰۹ از خدمت خارج شد. گونه رهگیر میگ-۲۳ ام‌اف قبلاً در سال ۲۰۰۷ بازنشسته شده بود. در سال ۲۰۲۰ نیروی هوایی هند ۱۴ فروند از گونه آموزشی میگ-۲۳یوبی را در اختیار داشت.

### تنها برای ارزیابی
اسرائیل
- یک میگ-۲۳ که سابقاً در خدمت نیروی هوایی سوریه بود، توسط خلبان فراری به اسرائیل پرواز نمود.[۹۹]

 ایالات متحده آمریکا
- نمونه‌های به دست آمده از مصر، بیشتر در پایگاه نیروی هوایی نلیس مستقر بودند. نیروی هوایی ایالات متحده از سال ۱۹۷۷ تا ۱۹۸۸۸ از تعداد کمی جنگنده‌های میگ-۲۳ با نام رسمی وای‌اف-۱۱۱ به عنوان هواپیمای آزمایشی و ارزیابی و در نقش هواپیمای متجاوز برای آموزش خلبانان جنگنده، در برنامه ای با نام رمز Constant Peg استفاده نمود.[۱۰۰]

 چین

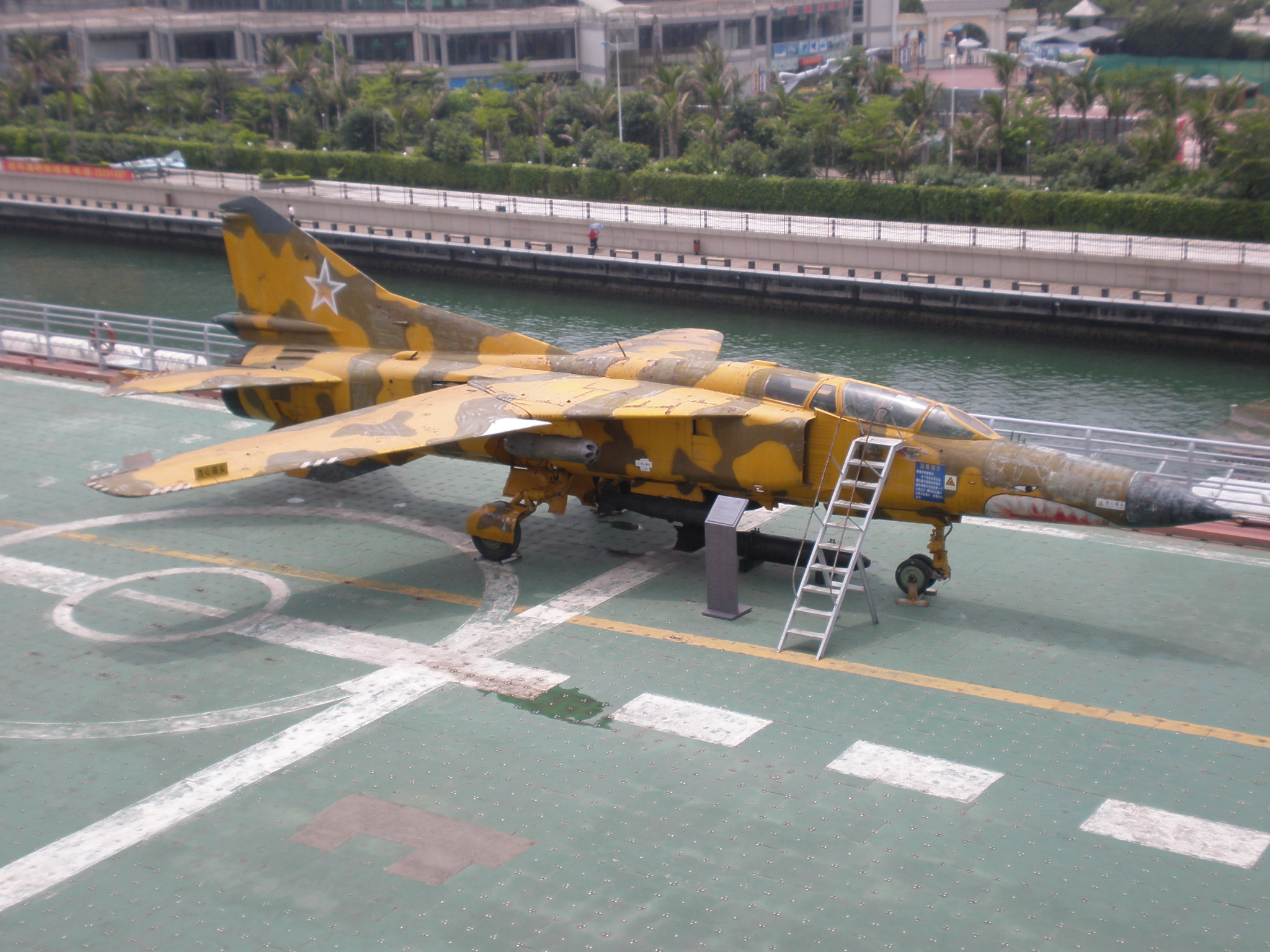
یک فروند میگ-۲۳ در پارک تفریحی مینسک در شنژن، چین

- تعدادی میگ-۲۳ را از مصر دریافت نمود، تلاش‌هایی برای ادغام بال‌های متحرک این هواپیما در طرح نانچانگ کیو-۵ به انجام رسید. این برنامه اجرا نشد و کیو-۶ ساخته نشد، اما برخی از ویژگی‌های میگ-۲۳ در جی-۸(۲) گنجانده شد. چین در حال حاضر چند فروند میگ-۲۳ را در چندین موزه هوایی به نمایش می‌گذارد.

 جمهوری فدرال سوسیالیستی یوگسلاوی
- در اوایل سالهای ۱۹۹۰، چند میگ-۲۳ از ناوگان سابق نیروی هوایی عراق را دریافت نموده و از آنها در مرکز تست پرواز (وی‌اوسی) بهره‌برداری می‌نمود

### کاربران غیرنظامی
ایالات متحده آمریکابر اساس داده‌های اداره هوانوردی فدرال در سال ۲۰۰۹، تعداد ۱۱ فروند میگ-۲۳ بامالکیت خصوسی در ایالات متحده آمریکا وجود داشتند.
- دو فروند مبگ-۲۳ که سابقاً متعلق به نیروی هوایی چک بودند، به شماره‌های N51734 و N5106E با کاربران غیرنطامی در فروندگاه نیوکاستل در ویلمینگتون، دلاور مستقر هستند.[۱۰۲]
- یک فروند میگ-۲۳ نیروی هوایی بلغارستان یه شماره N923UB، در موزه جنگ سرد در تزدیکی دالاس مستقر باشد.[۱۰۳]

## مشخصات (میگ-۲۳ ام‌ال‌دی)
داده‌ها از Brassey's world aircraft & systems directory, 1996/97 Jet Fighter MiG-23. Protecting the skies of the Motherland,
ویژگی‌های عمومی
- خدمه: ۱ سرنشین بروی صندلی پران میکویان کی‌ام-۱ام
- طول: ۱۶٫۷ متر (۵۴ فوت ۹ اینچ)
- پهنای بال: ۱۳٫۹۶۵ متر (۴۵ فوت ۱۰ اینچ) کاملاً باز

۷٫۷۷۹ متر (۲۵٫۵۲ فوت) کاملاً جمع شده
- ارتفاع: ۴٫۸۲ متر (۱۵ فوت ۱۰ اینچ)
- مساحت بال‌ها: ۳۷٫۳۵ متر مربع (۴۰۲٫۰ فوت مربع) کاملا باز

۳۴٫۱۶ متر مربع (۳۶۷٫۷ فوت مربع) کاملاً جمع شده
- ایرفویل: root: TsAGI SR-12S (6.5%); tip: TsAGI SR-12S (5.5%)[۱۰۶]
- وزن ناخالص: ۱۴٬۸۴۰ کیلوگرم (۳۲٬۷۱۷ پوند)
- بیشترین وزن برخاست: ۱۷٬۸۰۰ کیلوگرم (۳۹٬۲۴۲ پوند)
- ظرفیت سوخت: ۴٬۲۶۰ لیتر (۱٬۱۳۰ گالون آمریکایی؛ ۹۴۰ گالون بریتانیایی) internal with provision for up to 3x ۸۰۰ لیتر (۲۱۰ گالون آمریکایی؛ ۱۸۰ گالون بریتانیایی) drop-tanks
- پیشرانه: ۱ عدد توربوجت مجهز به پس سوز خاچاطوروف آر-۳۵–۳۰۰[۱۰۷], ۸۳٫۶ کیلونیوتن (۱۸٬۸۰۰ پوند-نیرو) thrust   with variable-geometry nozzles dry, ۱۲۷٫۴۹ کیلونیوتن (۲۸٬۶۶۰ پوند-نیرو) با پس‌سوز

عملکرد
- حداکثر سرعت: ۲٬۵۰۰ کیلومتر بر ساعت (۱٬۶۰۰ مایل بر ساعت، ۱٬۳۰۰ گره) /۲٫۳۵ ماخ در ارتفاع

۱٬۴۰۰ کیلومتر بر ساعت (۸۷۰ مایل بر ساعت؛ ۷۶۰ گره) / ۱٫۱۴ ماخ در سطح دریا
- بُرد: ۱٬۹۰۰ کیلومتر (۱٬۲۰۰ مایل، ۱٬۰۰۰ مایل دریایی) بدون جنگ‌افزار و محموله
- بُرد رزمی: ۱٬۴۵۰ کیلومتر (۹۰۰ مایل، ۷۸۰ مایل دریایی) با اسلحه‌های استاندارد، بدون مخزن سوخت بیرونی

طرح سه نمای جنگنده میگ-۲۳ ام‌اف

۲٬۳۶۰ کیلومتر (۱٬۴۷۰ مایل؛ ۱٬۲۷۰ مایل دریایی) با اسلحه‌های استاندارد و ۳ عدد مخزن سوخت بیرونی ۸۰۰ لیتر (۲۱۰ گالون آمریکایی؛ ۱۸۰ گالون بریتانیایی)
- بُرد معبر: ۲٬۳۶۰ کیلومتر (۱٬۴۷۰ مایل، ۱٬۲۷۰ مایل دریایی) با ۳ عدد مخزن سوخت بیرونی ۸۰۰ لیتر (۲۱۰ گالون آمریکایی؛ ۱۸۰ گالون بریتانیایی)
- حداکثر ارتفاع: ۱۸٬۵۰۰ متر (۶۰٬۷۰۰ فوت)
- حد شتاب جی: +۸٫۵
- نرخ صعود: ۲۳۰ متر بر ثانیه (۴۵٬۰۰۰ فوت بر دقیقه) در سطح دریا
- بارگیری بال: ۳۷۰ کیلوگرم بر متر مربع (۷۶ پوند بر فوت مربع)
- نیرو/وزن: ۰٫۹۱
- طول باند مورد نیاز برای برخاست: ۴۵۰ متر (۱٬۴۸۰ فوت)
- طول باند مورد نیاز برای فرود: ۶۹۰ متر (۲٬۲۶۰ فوت)

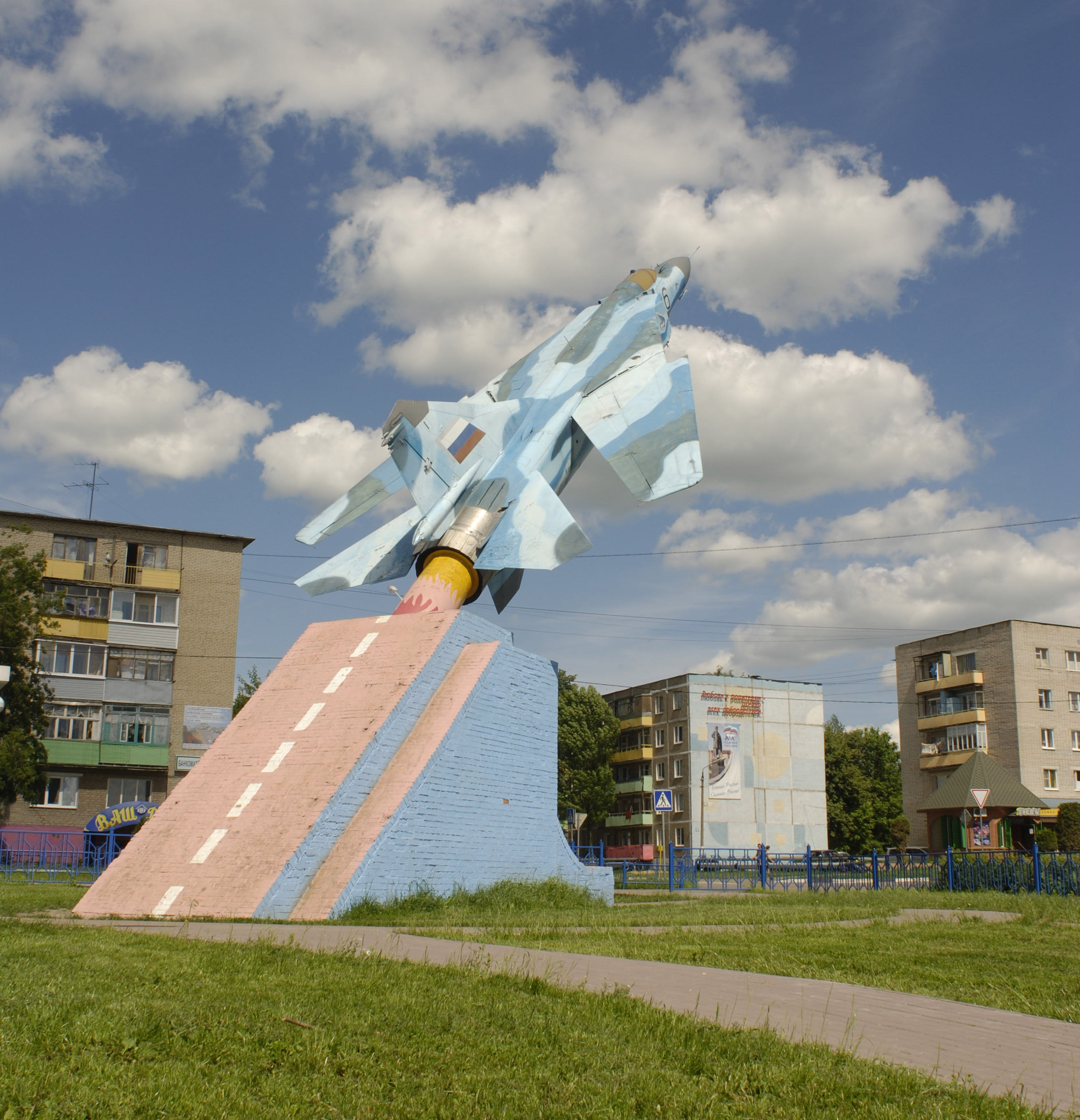
MiG-23 monument

تسلیحات

- اسلحه‌ها: ۱ قبضه توپ خودکار ۲۳ میلی‌متری گریازیف شیپونوف گش-۲۳ با ۲۰۰ گلوله
- آویزگاه‌های حمل سلاح: ۲ عدد در زیر بدنه، ۲ عدد در ریشه بالها و ۲ عدد در جایگاه‌های زیر بالها با ظرفیت حداکثر ظرفیت ۲٬۰۰۰ کیلوگرم (۴٬۴۰۰ پوند)، با قابلیت حمل ترکیبی از:
  - راکت‌ها: 

    - اس-۵
    - اس-۸ام
    - اس-۲۴بی

  - موشک‌ها: 

    - موشکهای هوا به هوا:
      - ۴ عدد آر-۶۰ یا ۲ عدد آر-۷۳
      - ۲ عدد آر-۲۳ یا آر-۲۴
      - ۲ عدد آر-۱۳ام یا آر-۱۳ام۱
      - ۲ عدد آر-۳اس

    - موشکهای هوابه‌سطح:
      - خا-۲۳

  - بمب‌ها: تا ۵۰۰ کیلوگرم (۱٬۱۰۰ پوند) بمب در آویزگاهای خارجی تسلیحات